# Gerusalemme
Gerusalemme (AFI: /ʤeruzaˈlɛmme/; in ebraico יְרוּשָׁלַיִם‎?, Yerushalayim, Yerushalaim o Yerushalaym ; in arabo القُدس‎?, al-Quds, lett. "la (città) santa", sempre in arabo أُورْشَلِيم‎?, Ūrshalīm), per antonomasia definita La Città Santa, è la capitale contesa di Israele e Palestina, città santa nell'Ebraismo, nel Cristianesimo e nell'Islam. Si trova sull'altopiano che separa la costa orientale del Mar Mediterraneo dal Mar Morto, a est di Tel Aviv, a sud di Ramallah, a ovest di Gerico e a nord di Betlemme.
La Città Vecchia e le sue mura, considerate patrimonio dell'umanità dall'UNESCO, racchiudono in meno di un chilometro quadrato molti luoghi di grande significato religioso come il Monte del Tempio, il Muro del pianto, la Basilica del Santo Sepolcro, la Cupola della Roccia e la Moschea al-Aqsa. 
Capitale giudaica tra il X e il VI secolo a.C., nel corso della sua storia, Gerusalemme è stata distrutta e ricostruita due volte ed è stata assediata, conquistata e riconquistata in decine di occasioni. Parte dell'Impero ottomano dal XVI secolo fino alla fine della prima guerra mondiale, successivamente con la sconfitta dell'impero ottomano passò ai britannici, che istituirono il Mandato britannico della Palestina. Dopo la partenza dei britannici e la guerra arabo-israeliana del 1948, la città venne divisa dalla Linea Verde, che divideva una zona occidentale sotto controllo israeliano e una parte orientale annessa dalla Giordania. Nel 1967, a seguito della guerra dei sei giorni, l'area fino ad allora sotto dominio giordano fu conquistata dalle truppe israeliane. Nel 1980 il parlamento israeliano approvò una legge fondamentale (l'equivalente di un emendamento costituzionale) che proclamava unilateralmente «Gerusalemme, unita e indivisa [...]». Il Consiglio di sicurezza delle Nazioni Unite nella risoluzione 478 ha definito la legge «nulla e priva di validità», «una violazione del diritto internazionale» e un «serio ostacolo al raggiungimento della pace in Medio Oriente».

## Geografia fisica

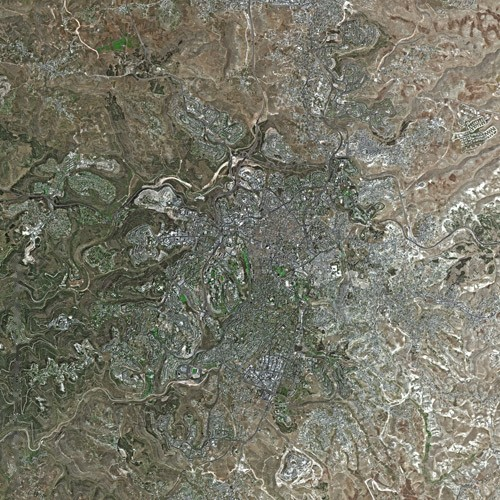
Gerusalemme vista dal satellite SPOT.

Gerusalemme è situata a 31°47′N, 35°13′E, a circa 60 km a est di Tel Aviv e del mar Mediterraneo e 35 km a ovest del Mar Morto, sull'estremità meridionale di un altopiano dei monti della Giudea, che include il Monte degli Ulivi (Har HaZeitim) a est e il Monte Scopus (Har HaTzofim) a nord-est; l'altitudine (della città antica) è circa 760 m s.l.m. (la moderna è percorsa da continui saliscendi), la sua superficie è 125 km². Le città vicine sono Betlemme e Beit Jala a sud, Abu Dis e Maale Adumim a est, Ramallah, Givat Zeev a nord e Mevaseret Zion a ovest.

### Città antica
(Robert Byron, La via per l'Oxiana)
All'interno della città di Gerusalemme è possibile identificare la Città Vecchia, circondata ancora oggi da mura difensive con camminamento perimetrale e passaggi obbligati (Porta Nuova, Porta di Damasco e Porta di Erode a nord; Porta dei Leoni e Porta d'Oro murata sulla fiancata della Spianata a est; Porta del Letame e Porta di Sion a sud; Porta di Giaffa a ovest) posta su quattro colline:
- a nord-ovest è presente il monte Golgota o Calvario, che con una propaggine meridionale detta "sperone centrale", si insinua tra la valle del Tyropoeon e la valle trasversale. Lo sperone centrale è stato, fin dai tempi antichi, sede di mercato, difeso dalle Mura di Manasse nel 650 a.C. circa. Il Golgota fu usato stabilmente dai Romani per le crocifissioni, ai tempi extra moenia.
- a nord-est un complesso collinare che, col rilievo di nord-ovest, fu compreso nelle mura della città in epoca romana, sotto Vespasiano, prendendo il nome di "Città Nuova".
- a sud-ovest c'è una grossa collina (detta "di Gareb") che raggiunge i 770 m s.l.m., le cui falde meridionali e occidentali costituiscono la valle della Geenna. Il punto più basso di questa è alla confluenza col Cedron, e risulta intorno ai 600 m di altitudine. A nord si trova la valle trasversale che divide la collina di Gareb dai promontori settentrionali. In questa fu costruito l'acquedotto superiore (V-VI secolo a.C.), che portava le acque alla piscina di Migdal o Amygdalon. Già in periodo gebuseo la collina di Gareb prende nome di Urusalim.
- a sud-est si trova il complesso Sion-Ophel-Moria: si tratta di un rilievo a forma di clava con asse nord-sud, la parte più grossa e alta (raggiunge i 750 m di altitudine) rivolta a nord. È individuato dalla valle del Cedron sul lato est, e dalla valle centrale del Tyropoeon a ovest. Sion è la parte più bassa, il manico di questa clava, e qui fu fondato il nucleo originario della città. L'Ophel, spesso chiamato "Sion" per estensione del termine, è il nome dato al pendio che sale al monte Moriah, dov'è la spianata delle moschee (detta anche spianata del Monte del Tempio).

Sebbene Sion e Ophel costituissero il nucleo originario, si trovano al di fuori delle mura che individuano la cosiddetta Città Vecchia.

### Città moderna
La città moderna di Gerusalemme è composta da tutto il resto della cittadina, cioè anche la parte più estesa; si tratta di una zona fortemente antropica i cui confini naturali sono il Monte degli Ulivi e la valle di Giosafat a Est, la foresta della Pace a Sud, la foresta di Aminadav a Ovest e la foresta di Gerusalemme a Nord, che include anche il monte Herzl.
La regione è fortemente industriale e moderna, con abitati molto densi come il cosiddetto "Downtown Triangle", composto dalla Giaffa Road, Ben Yehuda Street e King George Street, o la Zion square.

#### Mea Shearim
Mea Shearim è uno dei più antichi quartieri gerosolimitani al di fuori delle mura della Città Vecchia. È famoso per essere il quartiere dove vivono soltanto membri della comunità haredi.

### Clima
Gerusalemme gode di un clima mediterraneo, con estati calde e secche e inverni freschi e umidi (anche con innevamento sporadico tra gennaio e marzo). Il mese più freddo è gennaio secondo le serie storiche (temperatura media: 8 °C) ma con deciso e costante spostamento negli ultimi anni verso febbraio o addirittura la prima decade di marzo, i più caldi luglio e agosto (temperatura media: 23 °C); l'escursione termica tra giorno e notte è notevole: le sere sono tipicamente fresche anche in estate. Le precipitazioni annue medie toccano i 590 millimetri, concentrandosi tra ottobre e maggio (particolarmente tra gennaio e marzo). Nei restanti mesi non è raro avere completa assenza di pioggia. Una grande percentuale delle case antiche è dotata di reservoir (cisterne sotterranee) per la raccolta e conservazione dell'acqua e la quasi totalità è dotata di serbatoi esterni sui tetti. La città pesca inoltre acqua fino a 2 000 m di profondità. Diffusa la tecnologia del solare, in espansione il fotovoltaico. L'inquinamento dell'aria, ampiamente mitigato dal clima collinare e dal vento costante, deriva principalmente dal traffico automobilistico (responsabile del pesante inquinamento acustico), indisciplinato ed eccessivo rispetto alla capacità di strade costruite in tempi antichi, e non tanto dall'industria.

## Origini del nome
Il nome di Gerusalemme (Yerushalayim) potrebbe avere diverse etimologie:
- Il nome sembrerebbe derivare dalle radici semitiche yry e Shalem, letteralmente "fondazione di Shalim" (quest'ultimo una divinità cananea). Dal nome della divinità derivano l'ebraico Shalom e l'arabo Salam, "pace", quindi il nome potrebbe significare "Città della Pace" o "Dimora della Pace".[17][18] Il suffisso -ayim indica un duale, il ché potrebbe riferirsi ai rilievi su cui era situata l'antica città.[19]
- Nelle lettere di Amarna si fa menzione di un insediamento chiamato dagli egizi rwšꜣlmm, derivata dal cananeo Urušalimum, cioè altura della pace, questa rappresenta la prima menzione di Gerusalemme nella storia.[20]
- Nella tradizione biblica e rabbinica deriverebbe da una combinazione delle parole Yireh ("luogo permanente", nome dato al Monte Moriah) e Salem, il nome di una città cananea fondata da Sem e governata dall'enigmatico Melchisedec[21]; in alternativa la città potrebbe essersi costituita dalla fusione tra la già citata Salem con la città di Gebus, eretta dal popolo dei Gebusei, ma non tutti concordano con questa interpretazione.

In antichità era detta in greco antico: Ἱεροσόλυμα?, Hierosólyma; e in latino Hierosolyma o Ierusalem. Va inoltre notato che Gerusalemme ha avuto molti nomi alternativi come Sion (Ṣīyyōn, dall'omonima altura), Città di David (Ir David, oggi solo una sezione), Ierosolimna o Ierapoli (greco), Aelia Capitolina (latino), oppure Al-Quds (in arabo القُدس‎?, Il Santo), tra i più importanti.

## Storia

### Età antica
Le origini di Gerusalemme risalgono all'età della pietra, ma viene menzionata per la prima volta in alcuni testi egiziani dei primi secoli del II millennio a.C. (testi di esecrazione) e successivamente in modo sicuro in alcune lettere di Amarna risalenti al 1425 a.C. In origine era conosciuta con il nome di Salem e il suo re era Melchisedek (Genesi 14:18).

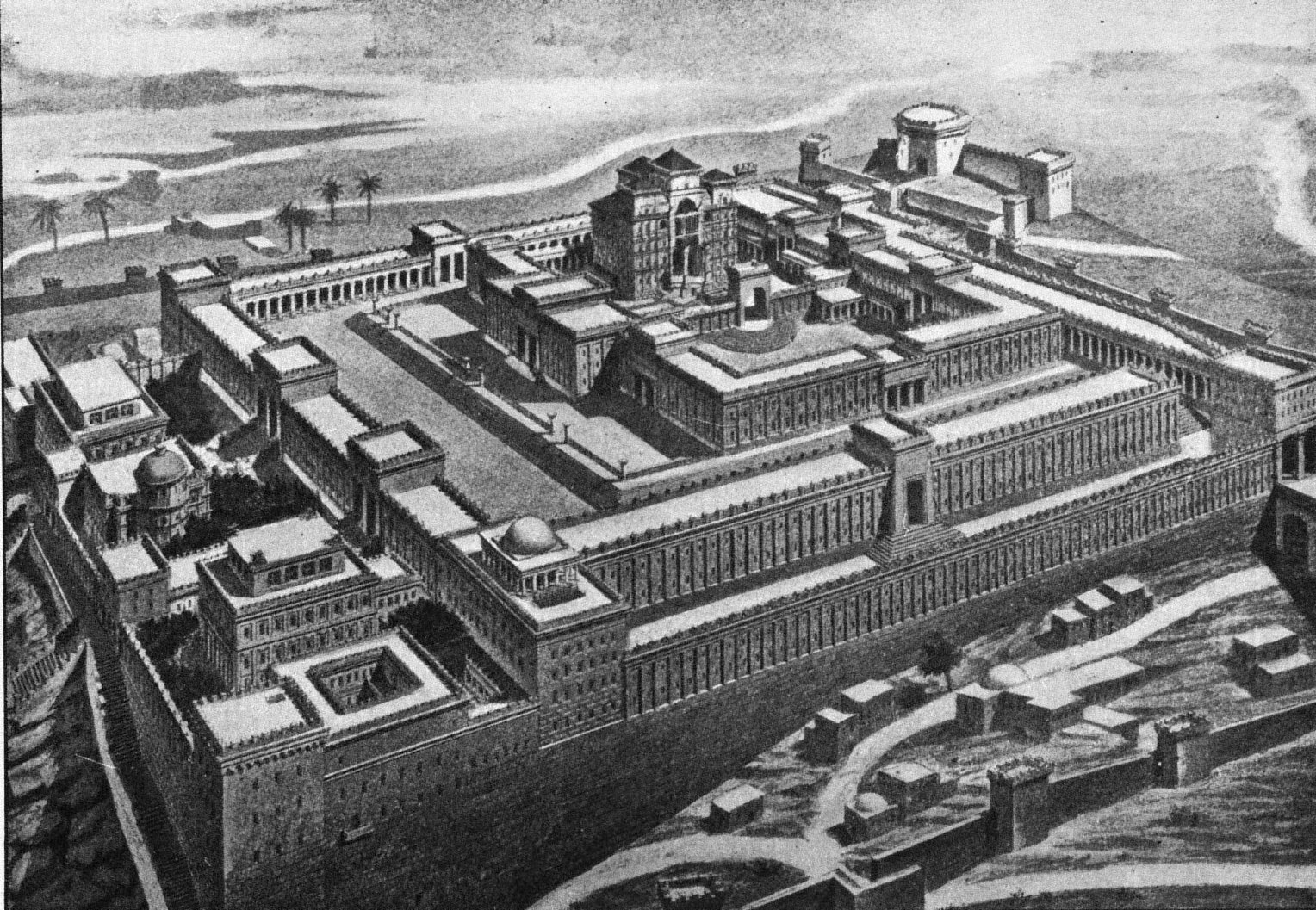
Ricostruzione grafica del primo tempio.

La città rimase occupata dal clan amorrita dei Gebusei (1000 a.C. circa) fino alla conquista ebraica da parte di re Davide, il quale fece di Gerusalemme la capitale del suo regno; David inoltre fece costruire sull'acropoli una reggia assieme a molti altri edifici e ordinò la ricostruzione delle mura di cinta. Successivamente il re Salomone fece erigere al posto della reggia il tempio di Dio; quest'ultimo fu distrutto nel 586 a.C. a seguito della violenta invasione dei Babilonesi guidati dal re Nabucodonosor che saccheggiarono la città e deportarono la popolazione a Babilonia. Rientrati i Giudei in patria dopo l'editto di Ciro del 538 a.C., costruirono il Secondo Tempio; più tardi Neemia il primo governatore di Gerusalemme, elevò nuovamente le mura.

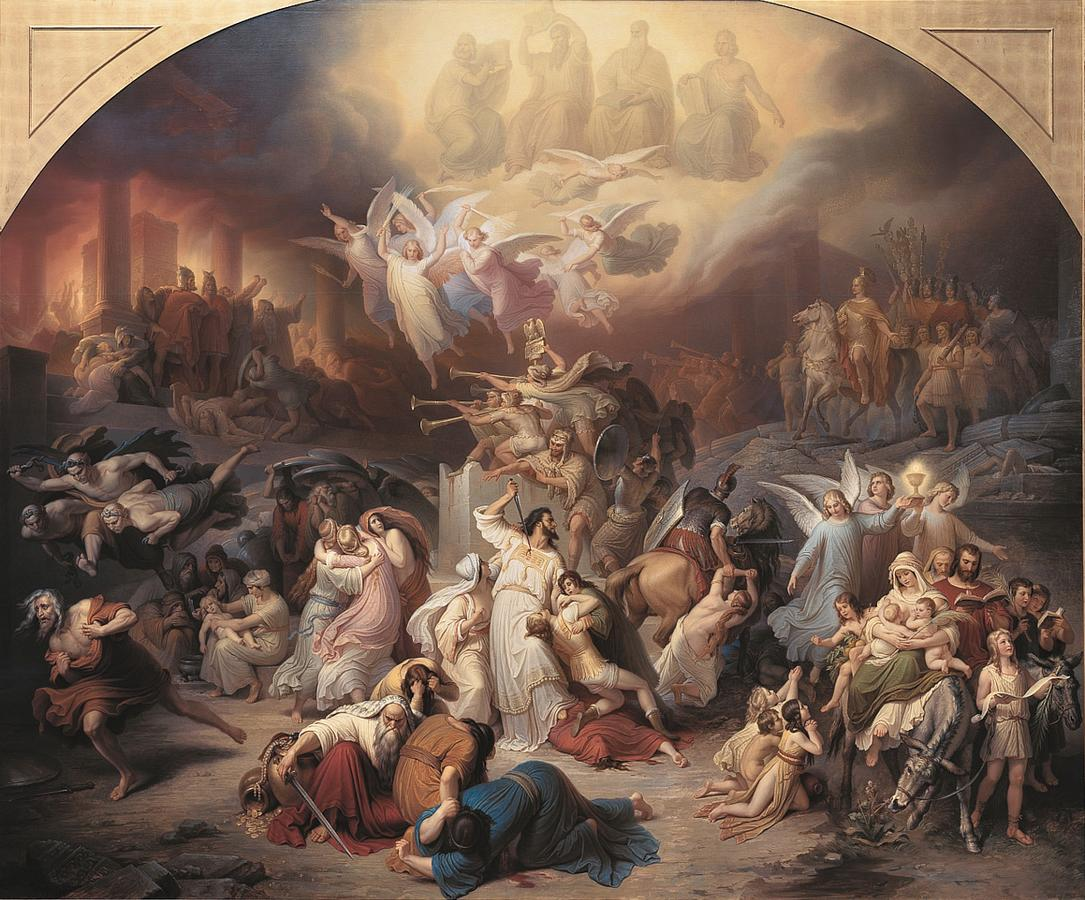
La distruzione di Gerusalemme operata da Tito (dipinto di W. Kaulbach, del 1846).

Nel 331 a.C. Gerusalemme venne occupata da Alessandro Magno e in seguito occupata dai Tolomei d'Egitto sino al 198 a.C., quando cadde sotto il dominio dei Seleucidi di Siria. Questi ultimi cercarono di ellenizzare la città, ma i tentativi furono vani e provocarono la rivolta ebraica dei Maccabei che, nel 165 a.C., si risolse con la vittoria di questi ultimi, l'instaurazione della dinastia degli Asmonei e il ritorno a una sovranità ebraica, destinata a durare fino alla conquista (63 a.C.) da parte di Gneo Pompeo. Con la conquista romana Gerusalemme fu consegnata a Erode che la ricostruì secondo i criteri urbanistici greco-romani e fece ampliare il Tempio. Sotto il governatorato di Ponzio Pilato vi fu crocifisso Gesù, sul monte Golgota.
I fermenti religiosi provocarono due gravissime rivolte nella città, la prima delle quali si protrasse dal 66 al 70, e per sedarla fu necessario l'intervento delle legioni comandate da Tito; quest'ultimo, soffocata la rivolta, distrusse la città e il Tempio; la seconda insurrezione, comandata da Simon Bar Kokheba nel 132, permise agli Ebrei la riconquista di Gerusalemme, seppure per breve tempo: i Romani infatti mobilitarono rapidamente le truppe di stanza al confine ed eliminarono ogni resistenza ribattezzando la città col nome di Aelia Capitolina e trasformandola in colonia romana. L'imperatore Costantino I e i suoi successori fecero restaurare e abbellire i luoghi legati alle storie evangeliche ed erigere la prima chiesa cristiana, la Basilica del Santo Sepolcro.

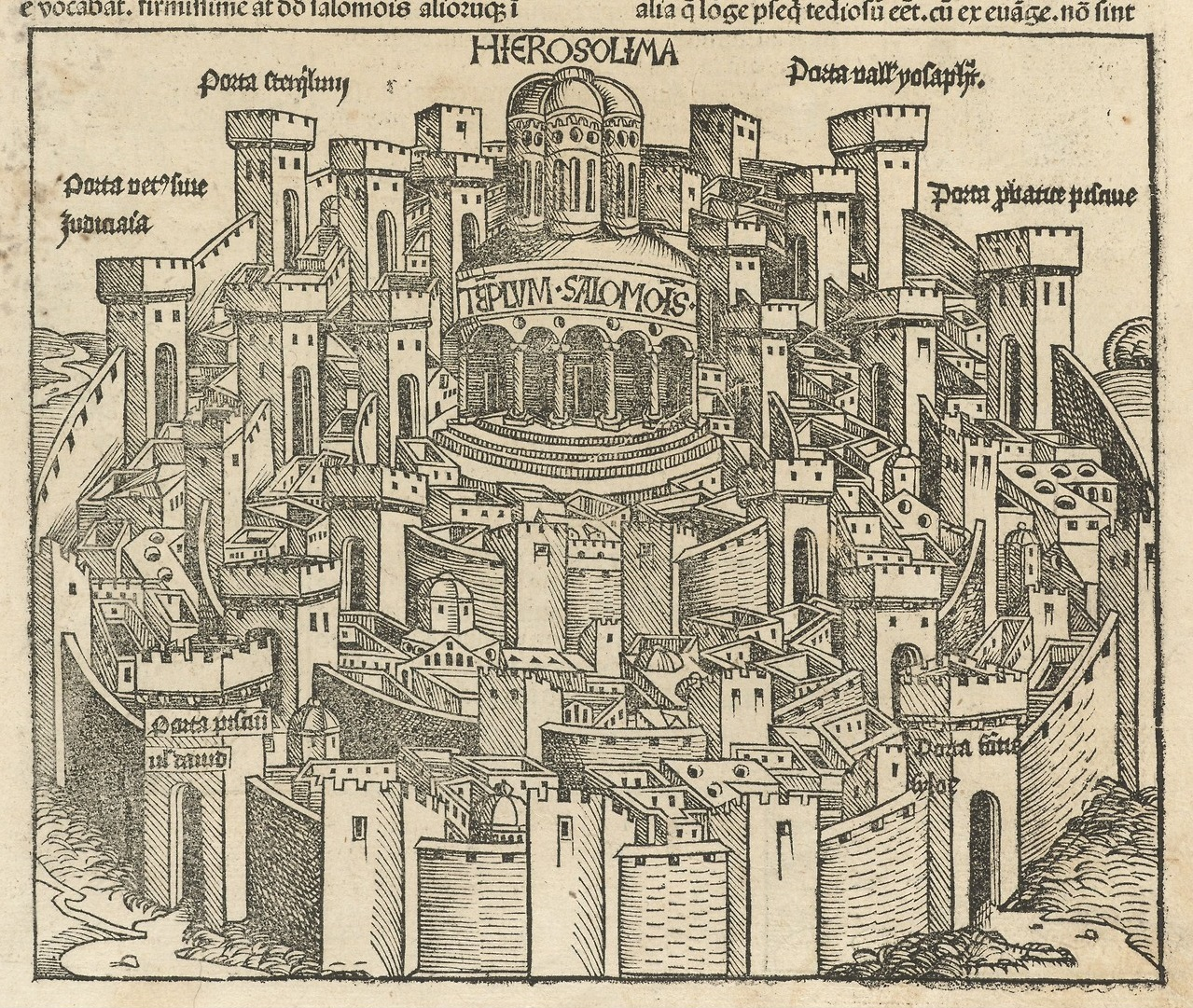
Panorama di Gerusalemme alla fine del XV secolo (Hartmann Schedel, Norimberga 1493).

Nel 614 Gerusalemme fu conquistata dai Sasanidi di Cosroe II che sconfissero Eraclio I, fecero strage della popolazione e s'impadronirono della reliquia della Vera Croce; la città fu riconquistata dallo stesso Eraclio I nel 628. Nel 638 la città si arrese al califfo ʿUmar ibn al-Khaṭṭāb e restò amministrata dai Califfi omayyadi di Damasco e da quelli abbasidi di Baghdad.

### Dominio arabo e selgiuchide
Nel 972 fu conquistata dagli imām ismailiti fatimidi
Il califfo-imām fatimide al-Ḥākim oppresse duramente gli abitanti cristiani (angariati al pari dei musulmani sunniti, giudicati eretici) e distrusse numerose chiese, fra le quali la basilica del Santo Sepolcro, suscitando lo sdegno in Occidente.
Nel 1071 la città fu presa dall'avventuriero turco Atsiz ibn Uvak, costretto presto a chiedere l'aiuto del selgiuchide Malik Shah I per evitare la reazione dei Fatimidi. Lo ottenne, senza però poter evitare di essere ucciso nel 1079 dal sultano.
Nel confuso quadro istituzionale creato dalla guerra civile tra i vari pretendenti selgiuchidi, a seguito della morte del sultano Malikshāh a fine 1092, i Fatimidi riuscirono a riprendere la città e i territori che da essa dipendevano.
Fu quindi una guarnigione fatimide a tentare inutilmente di difendere la Città Santa dall'assedio vittorioso dei Crociati che, nel 1099, durante la Prima Crociata, se ne impadronirono massacrando la popolazione musulmana ed ebraica, e quindi erigendola a capitale del loro Regno di Gerusalemme.
Nel 1187 fu conquistata da Saladino e dopo un breve dominio cristiano dal 1229 al 1244 (Sesta Crociata), fu sotto la dominazione musulmana degli Ayyubidi e quindi dei Mamelucchi che però, nel 1516, furono sconfitti dal sultano ottomano Selim I, che la annesse al suo Impero, allora esteso fino alla Siria e all'Egitto.

### Periodo ottomano
Gerusalemme godette di un prospero periodo di rinnovamento sotto Solimano il Magnifico, e testimoniò la ricostruzione delle mura intorno alla Città Vecchia. Per gran parte del dominio ottomano, Gerusalemme rimase un centro provinciale, anche se importante dal punto di vista religioso.
Tra le principali innovazioni introdotte dagli Ottomani si citano i moderni sistemi postali. A metà del XIX secolo, gli Ottomani costruirono la prima strada asfaltata, che collegava Giaffa a Gerusalemme e, nel 1892, il sistema ferroviario raggiunse la città.
Nel 1836, nel corso del periodo di dominazione egiziana, Ibrāhīm Pascià, autorizzò la restaurazione di quattro delle più importanti sinagoghe, tra le quali la sinagoga Hurva e, a partire dagli anni 1860, la città cominciò ad espandersi al di fuori della Città Vecchia.

### XX secolo
Il dominio ottomano della città durò fino al novembre del 1917, allorquando fu occupata dai britannici comandati dal generale Edmund Allenby, cui partecipò anche un contingente italiano. Con il trattato di Versailles, la città fu dichiarata capitale del Mandato britannico della Palestina. Nel 1949, l'Assemblea generale delle Nazioni Unite proclamò l'internazionalizzazione di Gerusalemme, sotto il controllo dell'ONU per favorire la convivenza delle varie componenti religiose della città. La gran parte della componente ebraica pre-israeliana accettò il piano generale di partizione della Palestina in due Stati, uno ebraico e uno arabo, mentre la maggior parte della componente araba palestinese e il resto del mondo arabo e islamico lo respinsero. Entrambe le parti non erano tuttavia disposte in alcun modo a rinunciare alla Città Santa e per questo le forze ebraiche e quelle arabe giordane della Legione araba occuparono Gerusalemme: le prime il settore occidentale della città e le seconde la sua parte orientale. Nel dicembre 1949 Gerusalemme fu proclamata capitale del nuovo Stato israeliano, che nel mese successivo vi trasferì gli uffici istituzionali.
Nel corso della guerra dei sei giorni gli israeliani occuparono il settore giordano, suscitando la condanna da parte dell'Assemblea generale dell'ONU. Con un decreto approvato dal Parlamento israeliano si dichiarò, il 30 luglio del 1980, l'ufficiale annessione del settore giordano e la proclamazione di Gerusalemme capitale unita e indivisibile di Israele.

Tale proclamazione tuttavia suscitò il malcontento non solo degli arabi, ma anche della gran parte delle diplomazie mondiali, a causa del timore che il riconoscimento di tale status legittimasse l'uso della forza nella soluzione delle controversie internazionali.
Status internazionale
Lo status internazionale di Gerusalemme rappresenta un problema nodale complesso e di difficile risoluzione nel quadro dei conflitti arabo-israeliani. Svariati tentativi sono stati fatti negli ultimi decenni per definirne lo status giuridico internazionale, tramite risoluzioni ONU e negoziazioni fra le parti, nessuno dei quali ha portato finora ad alcun esito definitivo. La sovranità territoriale di Gerusalemme è rivendicata sia da Israele sia dal popolo palestinese in modalità finora inconciliabili. La varietà di composizione della popolazione della città, luogo di culto delle tre religioni abramitiche, la sua peculiarità storica e l'importanza di luoghi considerati patrimonio dell'umanità rendono la ricerca di una soluzione ancora più complessa, chiamando in causa, oltre ai leader dei due popoli e agli organi internazionali, anche altri soggetti tra cui la Santa Sede.
Israele, dal 1967, ha il controllo de facto dell'intera Gerusalemme, inclusa Gerusalemme Est; per consolidare tale controllo le autorità israeliane hanno messo in campo una serie di politiche urbane volte contemporaneamente a favorire la costruzione di quartieri ebraici nei territori occupati di Gerusalemme Est (nel 2008 in questi quartieri risiedevano circa 195000 ebrei), e a ostacolare l'espansione urbana dei quartieri arabi. Israele rivendica sull'intera Gerusalemme la piena sovranità - e ne ha affermato per legge fondamentale lo status di capitale "completa e indivisa". Il popolo palestinese, tramite i suoi rappresentanti, rivendica una parte o la totalità di Gerusalemme (in arabo al-Quds, ossia "la Santa") come capitale del futuro Stato palestinese. La maggior parte dei membri dell'ONU e delle organizzazioni internazionali non accetta né che Gerusalemme sia capitale di Israele, né l'annessione a Israele di Gerusalemme Est. La maggior parte delle ambasciate si trova nel distretto di Tel Aviv.
Secondo lo studioso Stephen Zunes la "comunità internazionale" in generale non avrebbe accettato di riconoscere Gerusalemme come capitale di Israele.
Il ministero degli esteri israeliano in proposito afferma come sia "la maggioranza degli stati" a non aver accettato di riconoscere a Gerusalemme lo status di capitale.
Nel maggio 2007, in occasione dei festeggiamenti per il quarantesimo anniversario della riunificazione della città, ha creato sconcerto nel mondo politico israeliano l'assenza di rappresentanze diplomatiche alla cerimonia di Stato. Il primo a declinare l'invito fu l'ambasciatore tedesco, seguito da quello statunitense. Il sindaco Lupolianski reagì rifiutando la necessità di un riconoscimento internazionale, mentre membri della Knesset auspicarono che lo status di capitale potesse essere riconosciuto in futuro.
I tentativi di dare uno status definito alla città risalgono al periodo che seguì la fine del mandato britannico della Palestina. Il regime internazionale originariamente previsto dall'ONU per la città di Gerusalemme (corpus separatum), ideato nel quadro del Piano di partizione della Palestina del 1947, non fu mai realizzato e venne abbandonato negli anni seguenti. Dal 1948 al 1967, a seguito dell'assedio della Città Vecchia da parte della Legione araba, sfociato nell'espulsione della popolazione ebraica dalla stessa, la città fu separata tra Gerusalemme Est, inclusa la Città Vecchia più alcuni quartieri orientali minori con sovranità giordana, e Gerusalemme Nuova con sovranità israeliana. Israele acquisì il controllo dell'intera città in seguito alla guerra dei sei giorni del 1967.

La città fu proclamata capitale di Israele nel 1950 e designata in seguito come tale nella legislazione israeliana il 30 luglio 1980, data di promulgazione della Legge su Gerusalemme (Jerusalem Law).
Tali proclamazioni sono state condannate da Risoluzioni ONU e sentenze di corti internazionali, poiché la città di Gerusalemme comprende territori non riconosciuti come israeliani dal diritto internazionale. La Corte internazionale di giustizia ha confermato nel 2004 che i territori occupati dallo Stato di Israele oltre la "Linea Verde" del 1967 continuano a essere "territori occupati" e dunque con essi anche la parte est di Gerusalemme.
Il 7 ottobre 2002 il Consiglio di sicurezza delle Nazioni Unite ha approvato la Risoluzione 1322 (2002) confermando le precedenti Risoluzioni 476 e 478 del 1980, 672 del 1990 e 1073 del 1996 e «tutte le proprie altre Risoluzioni rilevanti».
La Corte internazionale di giustizia in una sua opinione ufficialmente espressa nel 2004 ha confermato la validità di tali risoluzioni, in particolare della Risoluzione 478, affermando come sia (Ris. CdS 476) «inammissibile l'acquisizione di territorio con la forza» e che tutte le misure amministrative e legislative intraprese da Israele e volte ad alterare lo status di Gerusalemme, inclusa la "legge base" Israeliana che dichiara Gerusalemme quale propria capitale, costituiscono una «violazione del Diritto internazionale».
Il Consiglio di Sicurezza dell'ONU ha richiamato tutti i membri ONU a «(a) accettare tale decisione e (b) a ritirare le proprie missioni diplomatiche presso Israele che fossero presenti a Gerusalemme». Tale ritiro è effettivamente avvenuto, anche di quegli Stati che avevano proprie ambasciate presso Israele a Gerusalemme. Nella cartografia ONU, non è indicato alcun centro quale capitale d'Israele (Vedi: mappa di Israele, mappa del Mediterraneo sudorientale, mappa del Medio Oriente).
Tutti gli Stati che hanno rapporti diplomatici con Israele mantengono le proprie ambasciate fuori da Gerusalemme, in genere a Tel Aviv o nelle immediate vicinanze. Nel 2006 gli unici due Stati che avevano l'ambasciata a Gerusalemme, il Salvador e la Costa Rica, hanno notificato al governo israeliano la decisione di spostare le proprie rappresentanze diplomatiche verso Tel Aviv. Successivamente a tale notifica il Salvador l'ha spostata a Herzliya Pituach (un sobborgo di Herzliya che prende il nome da Theodor Herzl) e la Costa Rica a Ramat Gan (un sobborgo di Tel Aviv). Il Congresso degli Stati Uniti ha richiesto da diversi anni lo spostamento dell'ambasciata USA da Tel Aviv a Gerusalemme, ma nessuno dei governi succedutisi ha messo in atto la decisione.
Su 83 ambasciate presenti nel 2008 in Israele, 64 (77%) si trovano a Tel Aviv, 10 (12%) a Ramat Gan (città presso Tel Aviv), 5 (6%) a Herzliya (città presso Tel Aviv), 2 (2,4%) a Herzliya Pituah (sobborgo marino di Herzliya), 2 (2,4%) a Mevaseret Zion (un insediamento israeliano retto da un Local council, ente amministrativo territoriale - ve ne sono 144 in Israele - simile in struttura a un municipio, ma non ancora tale, non raggiungendo la popolazione minima necessaria per esserlo secondo la legge israeliana; si trova nel Distretto di Gerusalemme, a circa 10 km dalla città di Gerusalemme, lungo l'autostrada che la collega a Tel Aviv). In totale, 81 ambasciate su 83 (97,6%) si trovano nel Distretto di Tel Aviv e solo due (Paraguay e Bolivia) in quello di Gerusalemme, ma fuori dalla città di Gerusalemme.
Oltre ai pronunciamenti in sede internazionale, particolarmente esplicita è la posizione ufficiale britannica su Gerusalemme, che in proposito afferma come non sia possibile nessun riconoscimento, e che lo status definitivo della città sarà oggetto di negoziati.
Nel 1995 il Congresso statunitense tentò di imporre all'amministrazione un riconoscimento di Gerusalemme come capitale di Israele; l'entrata in vigore del provvedimento è stata però rimandata dai vari Presidenti fino al 6 dicembre 2017, quando Donald Trump ha dichiarato il trasferimento dell'Ambasciata USA nella Città Santa argomentandola come una scelta "necessaria per la pace".

### Simboli

Stemma di Gerusalemme

Lo stemma di Gerusalemme è uno scudo con un leone di Giuda rampante, con lo sfondo di un murale (Muro del Pianto) e un ramo d'ulivo che rappresenta la pace, mentre il testo ebraico è il nome della città. Venne progettato negli anni '50.

## Monumenti e luoghi d'interesse

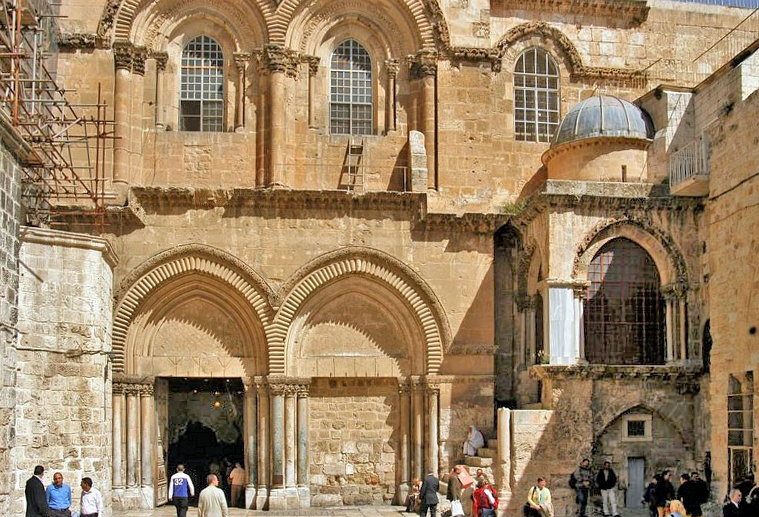
Entrata del Santo Sepolcro.

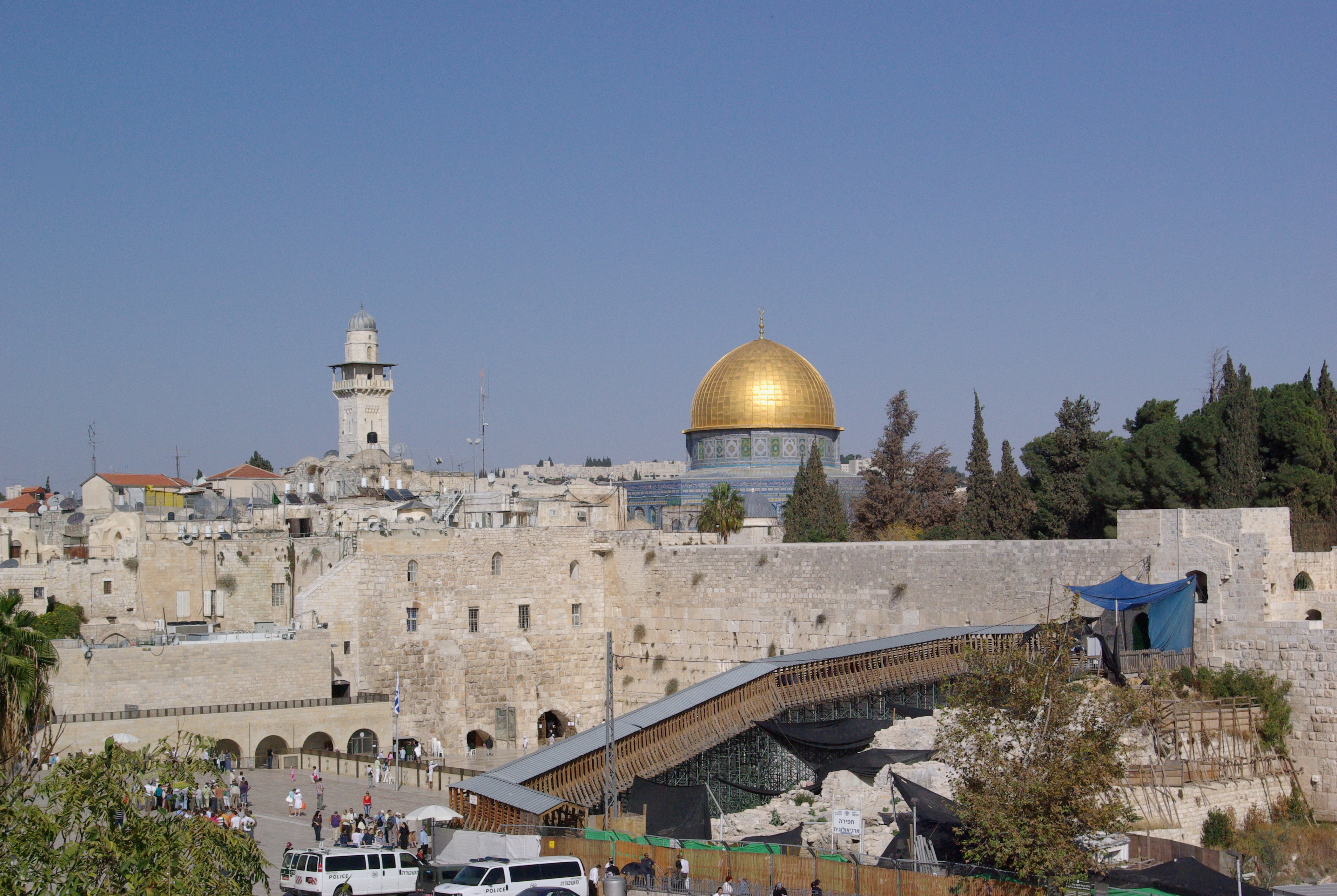
Il Muro Occidentale.

L'importanza storica di Gerusalemme la rende una delle città medio-orientali più importanti dal punto di vista dei luoghi storicamente rilevanti. La concentrazione maggiore di siti storici e religiosi ha sede nella Città Vecchia di Gerusalemme, Patrimonio dell'umanità dal 1981, circondata dalle mura costruite nel 1538 durante il regno del sultano ottomano Solimano il Magnifico. La città vecchia è suddivisa in quattro sezioni, che prendono il nome dalla componente demografica che vi ha dominato nel corso dei secoli: il quartiere cristiano, situato nella zona nord-occidentale, è confinante a sud-ovest con il quartiere armeno, che sorge oltre la porta di Giaffa; il quartiere cristiano inoltre confina a nord con il quartiere musulmano, il quale si estende in un'area compresa tra la porta di Damasco, la porta di Santo Stefano e la Porta Dorata (oggi murata), a est della quale si trovano il Monte degli Ulivi e l'orto del Getsemani. Il quartiere ebraico, compreso tra le sezioni musulmana e armena, occupa il quadrante sud-orientale della Città Vecchia.
Numerosi sono i monumenti di Gerusalemme, tra questi: la Cupola della Roccia, spesso considerata simbolo della città, realizzata in età omayyade sul luogo dal quale, secondo il Corano, il profeta Maometto ascese da vivo al cielo per grazia divina, la Basilica del Santo Sepolcro, costruita su una preesistente basilica del IV secolo, a sua volta eretta sul luogo tradizionalmente considerato la tomba di Cristo, e il Muro Occidentale (conosciuto come "Muro del Pianto"), luogo sacro per eccellenza degli ebrei, residuo del Tempio di Gerusalemme.
Il convento di San Salvatore, fondato nel 1559 dai francescani, all'interno del complesso ancora oggi sede della Custodia di Terra Santa. Dal 2008 è dotata del più importante organo a canne della città, opera di artigiani austriaci e dono della diocesi di Innsbruck. Nella struttura opera l'Istituto Magnificat, dedicato all'insegnamento musicale in collegamento con il Conservatorio Arrigo Pedrollo di Vicenza. Il coro del Magnificat accompagna le celebrazioni cattoliche solenni del Santo Sepolcro e delle altre basiliche e santuari.
Nella Città Nuova sono situati il Museo d'Israele (con l'esposizione di alcuni rotoli originali od in riproduzione del Mar Morto), lo Yad Vashem, il Cimitero nazionale del monte Herzl, sede inoltre del Centro Sionistico Internazionale, la Biblioteca nazionale e universitaria ebraica e la sede della Knesset, sia quella precedente che quella attuale. La città ospita nemerose sinagoghe storiche, come quella di rito italiano, trasportata e riassemblata da Conegliano.
Il passeggio e lo shopping si praticano soprattutto nel triangolo tra Giaffa Road, King George Street e Ben Yehuda Street oppure in Salah al-Din Street, la via principale di Gerusalemme Est. Un intero quartiere è dedicato al settore terziario e allo shopping (Talpiot), oltre al Malha Mall, nei pressi dell'omonima stazione ferroviaria. Il mercato di Mahane Yehuda, il suq da Porta Damasco verso Nord, costituisce una popolare attrazione sia per i residenti che per i turisti, e raccoglie centinaia di venditori, in prevalenza di prodotti alimentari. La parte moderna di Gerusalemme si è sviluppata attorno alla Città Vecchia anche con insediamenti di grandi dimensioni (quartiere di Ghilo).
Dal 1981 la Città Vecchia di Gerusalemme è inserita tra i patrimoni dell'umanità dell'UNESCO. L'anno seguente viene elencata tra i "patrimoni in pericolo" in seguito alla richiesta avanzata dalla Giordania.
Si cita poi il Memoriale alle vittime di atti terroristici in Israele.

## Società

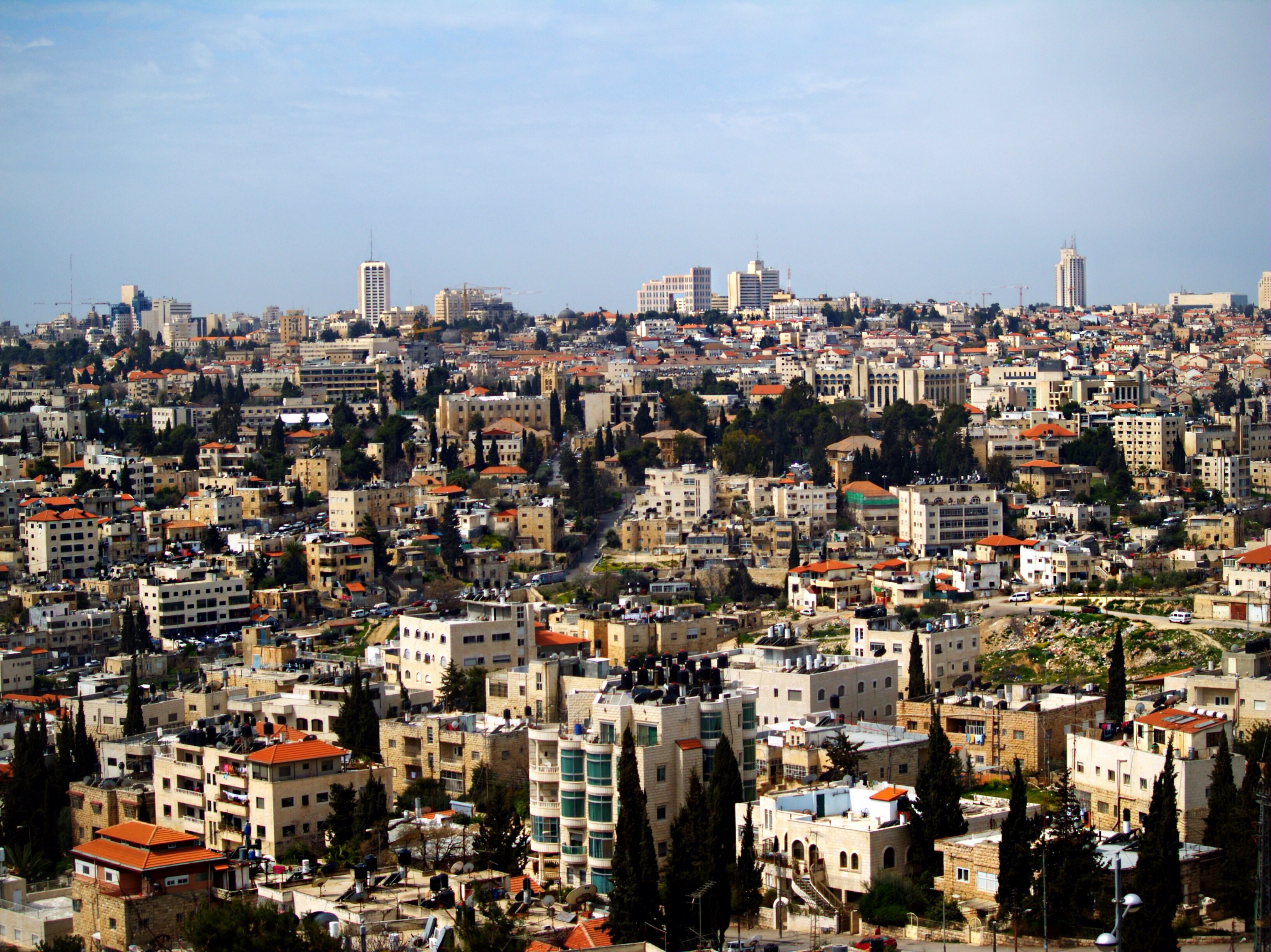
Sheikh Jarrah, quartiere a maggioranza araba a Gerusalemme Est.

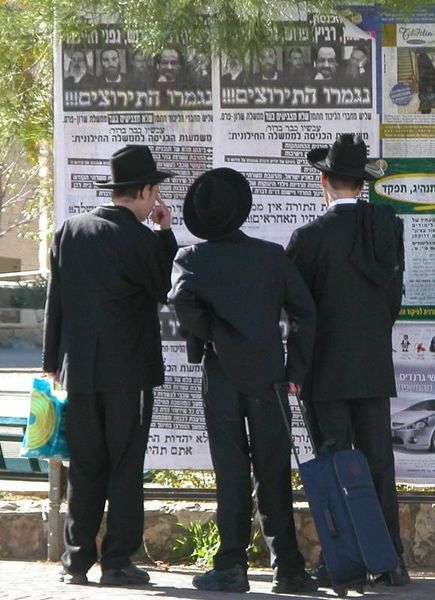
Charedì a Gerusalemme.

Fin dal medioevo, la popolazione gerosolimitana risulta suddivisa in quattro gruppi principali: i musulmani, gli arabi cristiani, gli ebrei e gli armeni. Ognuna delle comunità era concentrata nel proprio quartiere in quella che è oggi la Città Vecchia, che risulta suddivisa ancora oggi in gran parte secondo strutture etno-religiose. La comunità musulmana includeva anche una componente originaria del Maghreb, concentrata fino al 1967 nel quartiere marocchino, e una comunità dom. La proporzione della componente ebraica rimase costante fino agli inizi del XIX secolo, per poi aumentare per opera di cospicui flussi migratori dall'Europa orientale, che interessavano per la maggior parte gruppi spinti da motivi religiosi. Alla fine del XIX secolo, la Prima Aliyah portò nuovi immigrati dall'Europa orientale e dallo Yemen. Gli ebrei divennero la maggioranza assoluta della popolazione a partire dagli anni 1880. In seguito alla guerra arabo-israeliana del 1948, buona parte degli arabi gerosolimitani, in particolare cristiani, abbandonarono la città, anche se alcuni fecero ritorno successivamente nella sezione orientale controllata dalla Giordania. In seguito al 1967, la crescita demografica accelerò; la proporzione della componente ebraica diminuì a partire dagli ultimi decenni del XX secolo, passando dal rappresentare i tre quarti della popolazione a meno di due terzi nei primi anni del XXI secolo, fenomeno da attribuirsi al maggiore tasso di fertilità della componente araba.
Nel 2016, Gerusalemme ospitava 882700 abitanti, componenti un decimo della popolazione israeliana, dei quali 536600 ebrei (poco più del 60% della popolazione), 332600 arabi palestinesi (il 38% della popolazione, 319800 o il 96% dei quali musulmani, 12600 o il 4% cristiani e 200 drusi), 3200 cristiani non arabi (dei quali circa un migliaio di armeni concentrati in gran parte nel quartiere armeno) e 10300 residenti non classificati. Nel 2018, la popolazione aveva raggiunto i 919400 abitanti, 354000 (349700 ebrei e 4500 arabi) dei quali residenti a Gerusalemme Ovest e 565200 (345000 arabi e 220200 ebrei) a Gerusalemme Est. Benché riceva dall'estero alcune migliaia di immigrati ebrei ogni anno (nel 2018, il 10% dei 28100 immigrati in Israele si sono stabiliti in città), lasciano la città più persone di quante vi arrivino; nel 2018, 18800 gerosolimitani hanno abbandonato la città, di fronte a 12800 arrivi. Tuttavia l'alta natalità degli arabi e degli ebrei ultra-ortodossi continua a far crescere la popolazione in linea con la media nazionale. Il tasso di fertilità e la dimensione familiare sono assai superiori alle medie nazionali. Il tasso di fertilità tra gli arabi è in costante diminuzione e nel 2018 si attestava al 3,2, più basso rispetto al 4,5 nel 2000, mentre tra gli ebrei è in aumento, soprattutto data l'espansione demografica del settore ebraico ultra-ortodosso; nel 2018 il tasso di fertilità tra gli ebrei era del 4,4, rispetto al 3,8 del 2000.
Le diverse componenti vivono per la stragrande maggioranza segregate; gli arabi sono concentrati a Gerusalemme Est e gli ebrei a Gerusalemme Ovest e in alcuni insediamenti israeliani nel settore orientale. Abu Tor costituisce una delle poche eccezioni, essendo un quartiere misto. Numerosi arabi si sono poi stabiliti in quartieri ebraici: nel 2007, erano arabi 1300 dei 42000 residenti di Pisgat Ze'ev, un sesto dei 7000 abitanti di French Hill e 600 dei 20000 di Neve Yaakov.
La stragrande maggioranza degli arabi gerosolimitani non possiede la cittadinanza israeliana, anche se dispone della residenza permanente, che garantisce l'accesso ai servizi pubblici israeliani, quali l'istruzione e la sanità, il diritto di lavorare nel resto del Paese, il diritto di voto alle elezioni municipali (boicottate però dalla larga maggioranza degli arabi) e della possibilità di richiedere la cittadinanza israeliana. I servizi pubblici sono però distribuiti in modo ineguale, comportando vasti fenomeni di inefficienza e di disagio nei quartieri a maggioranza araba. In proporzione, agli arabi vengono poi forniti un minore numero di autorizzazioni per la costruzione edilizia, fenomeno che ha portato alla sovrappopolazione delle zone arabe e all'avvio di costruzioni edilizie abusive; circa 93000 residenti arabi corrono il pericolo di vedersi le proprie abitazioni demolite. Dal 1967, a oltre 14000 arabi è stata revocata la residenza permanente. Al 2018, il numero di revoche si attestava a 14643. Fino al 2011, 10376 revoche erano motivate da trasferimenti all'estero degli interessati. Mentre molti ebrei laici abbandonano la città, molti palestinesi sono attratti dalle opportunità economiche e dai servizi sociali che la città offre.
Il processo di acquisizione della cittadinanza israeliana per gli arabi gerosolimitani risulta complicato e richiede la piena padronanza della lingua ebraica, la fedeltà allo Stato israeliano e la rinuncia alla cittadinanza giordana; la maggioranza delle richieste viene rigettata. A partire dai primi anni del XXI secolo, la proporzione degli arabi gerosolimitani che preferirebbe la cittadinanza israeliana a quella palestinese è aumentata. A partire dal 2009, venivano avviate ogni anno quasi mille richieste, circa 400 delle quali venivano accolte. Nel 2019, 1200 residenti arabi hanno ottenuto la cittadinanza israeliana, il triplo rispetto al 2018, mentre 1361 richieste hanno avuto esito negativo.
Tra il 2006 e il 2008 gli ebrei gerosolimitani ultraventenni erano suddivisi tra un 20% di laici (dato molto più basso rispetto alla media nazionale del 43%), un 33% di tradizionalisti (il 14% dei quali definitisi religiosi), un 18% di religiosi e un 29% di ultra-ortodossi. Tra i musulmani e i cristiani ultraventenni il 7% si è identificato come molto religioso, il 58% come religioso, il 26% come non molto religioso e il 9% come non religioso. Una forte contrapposizione sussiste in particolare tra gli ebrei laici e quelli ultra-ortodossi. Le principali controversie tra le due comunità sono relative all'indisponibilità dei servizi pubblici e privati durante lo Shabbat, al dominio della cucina casherut (situazioni contestate dai laici e sostenute dagli ultra-ortodossi) e alla sempre maggiore ingerenza degli ultra-ortodossi nei quartieri laici. Le prime significative manifestazioni di disaccordo tra le due componenti emersero già negli anni del mandato britannico. La gran parte degli ultra-ortodossi sono concentrati in quartieri dove costituiscono la maggioranza assoluta e dove la vita pubblica viene vissuta in accordo con la legge religiosa. Molti di questi quartieri, in particolare Mea Shearim, sono chiusi al traffico durante lo Shabbat e appongono avvisi che raccomandano la modestia nel vestiario. Fenomeno notevole è la progressiva evoluzione demografica e sociale vissuta da molti quartieri, che dall'essere dominati dai laici si sono trasformati in quartieri a maggioranza ultra-ortodossa. Molti ebrei laici abbandonano la città, considerata sempre più conservatrice e religiosa, per trasferirsi nelle città della costa, considerate sedi di ambienti più liberali e più vitali dal punto di vista economico.
Il tasso di povertà è molto più alto rispetto alla media nazionale: nel 2018, il 59% degli arabi e il 27% degli ebrei gerosolimitani (in particolare gli ultra-ortodossi) vivevano sotto la soglia di povertà, mentre la dimensione familiare si attestava a una media di 3,4 persone per gli ebrei e a 5,3 per gli arabi. Il 64% delle famiglie gerosolimitane disponevano di un computer (di fronte a una media nazionale del 77%) e il 56% di un'automobile (media nazionale del 72%). I tassi di disoccupazione sono più alti rispetto alla media nazionale. Sempre nel 2018, l'81% delle donne e il 74% degli uomini ebrei e il 25% delle donne e il 79% degli uomini arabi ricoprivano un'occupazione lavorativa. I principali settori lavorativi in città sono nell'ambito dell'educazione, della sanità, dell'amministrazione, del commercio, del turismo e dell'edilizia.
Le maggiori proporzioni degli ebrei ultra-ortodossi e degli arabi nella componente più giovane della popolazione sono evidenti nell'ambito dell'istruzione: nel 2018, dei 286900 studenti gerosolimitani, 110400 risultavano iscritti a scuole del settore arabo, 110000 a scuole ultra-ortodosse, di fronte ai 66500 frequentanti il sistema educativo pubblico israeliano (31700 dei quali seguivano un programma religioso).

### Evoluzione demografica
La presente tabella mostra l'evoluzione demografica, con attenzione a quella ebraica. Confronti fra anni vanno effettuati con cautela perché le aree coperte variano con il variare dei confini della città e del distretto.
| Anno | Ebrei   | Musulmani | Cristiani | Totale  | Fonte                                                     |
| ---- | ------- | --------- | --------- | ------- | --------------------------------------------------------- |
| 1471 | 250f    | 30f       | 1f        | 281f    | (f=n° famiglie); Baron, 1983                              |
| 1488 | 76f     | ?         | ?         | ?       | (f=n° famiglie); Baron, 1983                              |
| 1489 | 200f    | ?         | ?         | ?       | (f=n° famiglie); Yaari, 1943                              |
| 1525 | 199f    | 616f      | 119f      | ?       | (f=n° famiglie); Baron, 1983                              |
| 1539 | 1 630 m | ?         | ?         | ?       | (m=maschi adulti); Tahrir                                 |
| 1553 | 1 958 m | 11 750    | 358 m     | ?       | (m=maschi adulti); Masters, 2004                          |
| 1556 | 2 350 m | ?         | ?         | ?       | (m=maschi adulti); Tahrir                                 |
| 1563 | 1 720 m | ?         | ?         | ?       | (m=maschi adulti); Tahrir                                 |
| 1568 | 1 160 m | ?         | ?         | ?       | (m=maschi adulti); Censimento Ottomano                    |
| 1597 | 11f     | ?         | ?         | ?       | (f=n° famiglie); Tahrir                                   |
| 1640 | 4 000   | ?         | ?         | ?       | Roger                                                     |
| 1723 | 2 000   | ?         | ?         | ?       | Van Egmont & Heyman                                       |
| 1844 | 7 120   | 5 000     | 3 390     | 15 510  | Harrel, 1974                                              |
| 1850 | 13 800  | ?         | ?         | ?       | Censimento della Anglo-Jewish Association                 |
| 1869 | 3 200f  | ?         | ?         | ?       | (f=n° famiglie); H.J. Sneersohn, 1869                     |
| 1876 | 12 000  | 7 560     | 5 470     | 25.030  | Harrel, 1974                                              |
| 1896 | 28 110  | 8 560     | 8 750     | 45 420  | Harrel, 1974                                              |
| 1922 | 33 971  | 13 413    | 14 669    | 62 578  | Harrel, 1974                                              |
| 1931 | 51 200  | 19 900    | 19 300    | 90 053  | Harrel, 1974                                              |
| 1944 | 97 000  | 30 600    | 29 400    | 157 000 | ?                                                         |
| 1947 | 100 000 | ?         | ?         | 205 000 | inclusi Betlemme e villaggi arabi nei dintorni; ONU, 1983 |
| 1948 | 100 000 | 40 000    | 25 000    | 165 000 | Harrel, 1974                                              |
| 1967 | 195 700 | 54 963    | 12 646    | 263 307 | Harrel, 1974                                              |
| 1980 | 292 300 | ?         | ?         | 407 100 | Città di Gerusalemme                                      |
| 1985 | 327 700 | ?         | ?         | 457 700 | Città di Gerusalemme                                      |
| 1987 | 340 000 | 121 000   | 14 000    | 475 000 | Città di Gerusalemme                                      |
| 1990 | 378 200 | 131 800   | 14 400    | 524 400 | Città di Gerusalemme                                      |
| 1995 | 417 100 | 182 700   | 14 100    | 617 000 | Città di Gerusalemme                                      |
| 1996 | 421 200 | ?         | ?         | 602 100 | Città di Gerusalemme                                      |
| 2000 | 448 800 | ?         | ?         | 657 500 | Città di Gerusalemme                                      |
| 2004 | 464 500 | ?         | ?         | 706 400 | Città di Gerusalemme                                      |
| 2005 | 469 300 | ?         | ?         | 719 900 | Città di Gerusalemme                                      |
| 2006 | 481 000 | ?         | ?         | 733 400 | Città di Gerusalemme                                      |
| 2007 | 487 100 | ?         | ?         | 747 600 | Città di Gerusalemme                                      |
| 2008 | 492 200 | ?         | ?         | 760 400 | Città di Gerusalemme                                      |
| 2009 | 497 000 | ?         | ?         | 772 900 | Città di Gerusalemme                                      |
| 2010 | 504 000 | ?         | ?         | 789 000 | Città di Gerusalemme                                      |
| 2012 |         | ?         | ?         | 933 113 | Città di Gerusalemme                                      |

## Cultura

### Una città "santa"
(Salmo 121 (122))

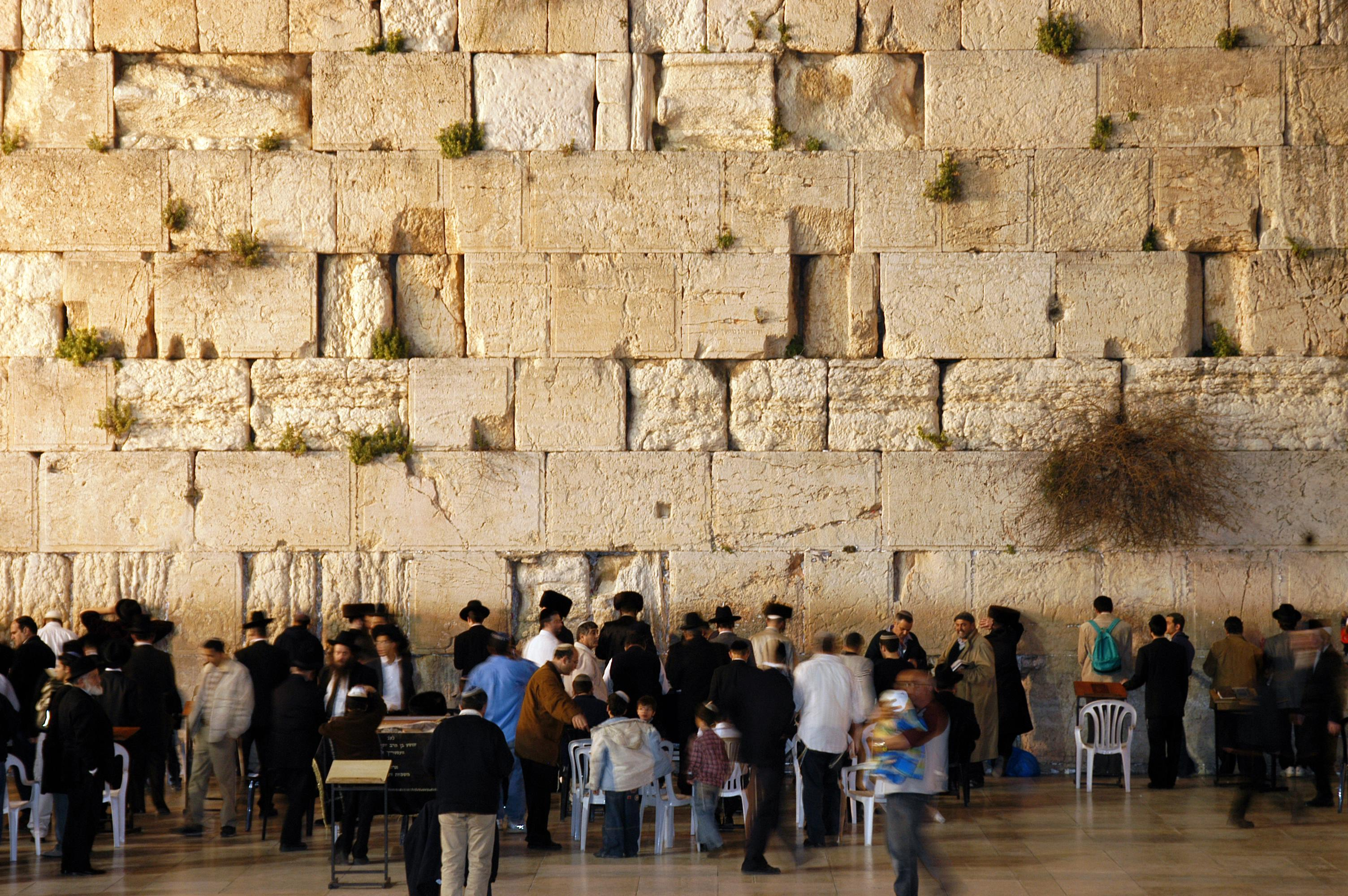
Il Muro Occidentale

Ciò che rende davvero unica Gerusalemme è l'essere città santa per le tre più grandi religioni monoteiste del mondo.
La città è sacra infatti per gli ebrei, in quanto storico simbolo della patria ebraica, luogo dove fu eretto il Tempio di Gerusalemme (l'edificio sacro più importante per l'ebraismo), nonché capitale del Regno di Giuda e Israele dal 1000 a.C. circa e del Regno di Giuda dal 933 a.C. al 597 a.C.; allo stesso modo sacra per i cristiani poiché luogo in cui Gesù ha vissuto gli ultimi momenti della propria vita e dove, secondo la tradizione cristiana, è stato sepolto e soprattutto, secondo il culto, è risorto; altrettanto sacra per i musulmani in quanto essi sostengono che Maometto vi sia giunto al termine d'un miracoloso viaggio notturno (isrāʾ) per ascendere poi al cielo pur rimanendo vivo (miʿraj).

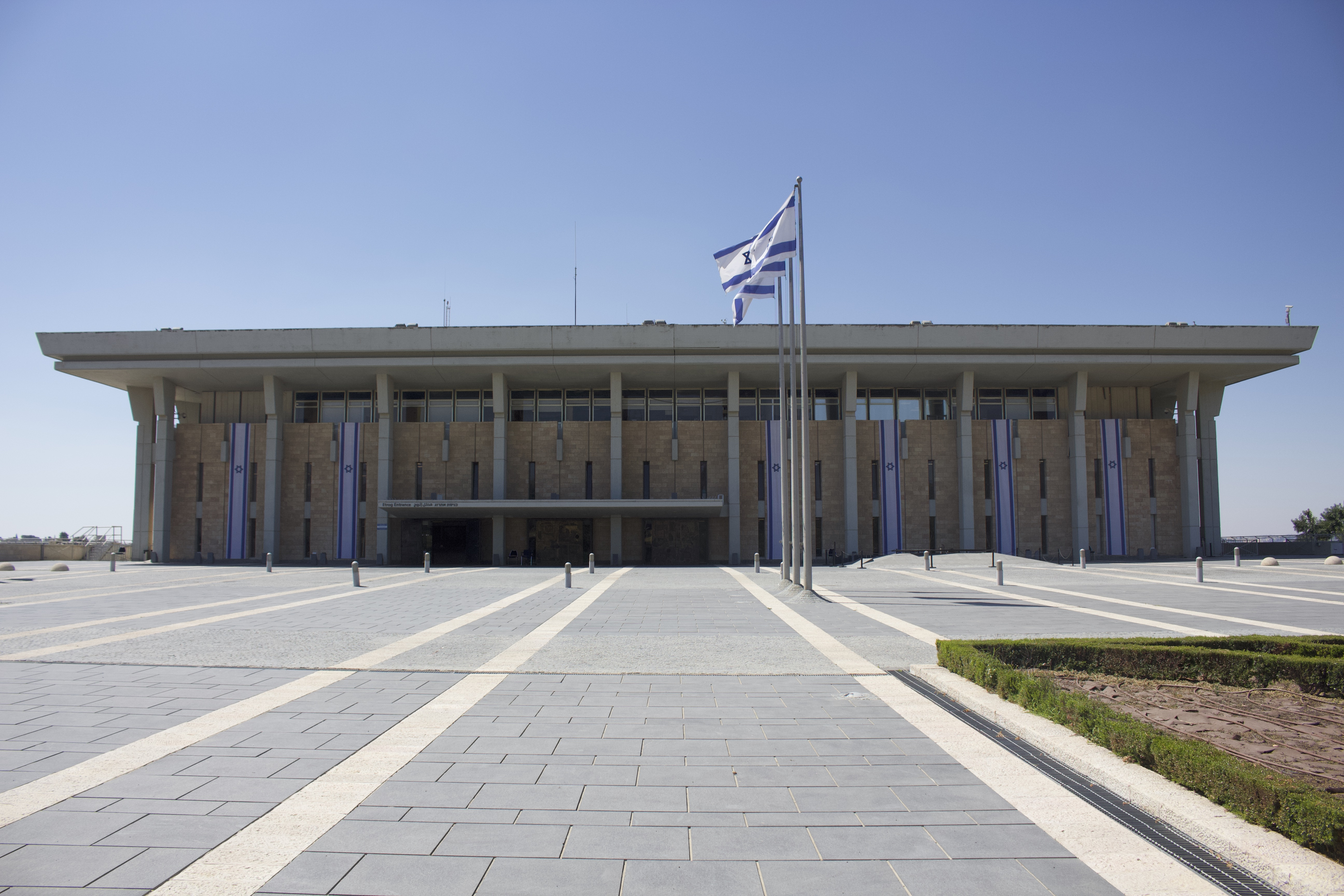
La facciata della Knesset.

### Cinema
- La Gerusalemme liberata, film del 1918 di Enrico Guazzoni
- La Gerusalemme liberata, film del 1957 di Carlo Ludovico Bragaglia
- 7 km da Gerusalemme, film del 2007 di Claudio Malaponti

### Arti e lettere
Nell'escatologia dell'Ebraismo e del Cristianesimo (Apocalisse di Giovanni) è presente l'immagine della Gerusalemme celeste. Inoltre il tema dell'avvenire escatologico urbano si apre dal veterotestamentario libro di Isaia (II). La nuova Gerusalemme aprirà il suo seno ed offrirà la salvezza eterna non solo ad Israele, ma a tutte le nazioni. Gerusalemme, divenuta sotto David la capitale politica e religiosa d'Israele, la dimora di Jahvé (Salmi LXXIII, 2), sarà alla fine dei tempi luogo di incontro delle nazioni (Libro di Isaia, LIV, 11 e LX).
Dante Alighieri nella Divina Commedia, costruita sulla cosmologia geocentrica aristotelico-tolemaica, dispone l'oltretomba intorno ad un asse ideale che parte dal centro di Gerusalemme e giunge al centro della Terra attraverso la voragine infernale aperta sotto la città in seguito alla caduta di Lucifero dal cielo. Da qui l'asse si prolunga sino all'altro emisfero (emisfero australe) e diventa l'asse di un tronco di cono (Purgatorio) che va a finire al centro di un piano, il Paradiso terrestre, dove termina, che è di conseguenza diametralmente opposto a Gerusalemme. L'asse ideale si prolunga poi ancora di cielo in cielo fino all'Empireo. Gerusalemme è posta da Dante al centro dell'ecumene, come sta scritto nel veterotestamentario libro di Ezechiele (5, 5): «Così dice il Signore Dio: Questa è Gerusalemme! Io l'avevo collocata in mezzo alle genti e circondata di paesi stranieri».
Tra il 1559 e il 1575 Torquato Tasso scrisse la Gerusalemme liberata, un poema epico-cavalleresco ambientato all'epoca delle Crociate in ottave e in 20 canti (raggruppati in cinque parti corrispondenti ai 5 atti della tragedia classica), mentre lo scrittore e drammaturgo spagnolo Lope de Vega, vissuto fra XVI e XVII secolo, scrisse la Gerusalemme conquistata, epopea tragica (Jerusalén conquistada, epopeya trágica, 1609) in cui narra di una crociata in terra santa.
Sono ambientati a Gerusalemme anche il dramma Nathan il saggio, opera di Gotthold Ephraim Lessing, e il romanzo Il manoscritto ritrovato ad Accra di Paulo Coelho.
Nel 1931 Marc Chagall ha dipinto a olio un quadro intitolato a Gerusalemme.
Nel 1967 Naomi Shemer ha scritto e musicato la canzone Gerusalemme d'oro (ירושלים של זהב, Yerushalayim shel zahav, /jəʀuʃaˈlajim ʃɛlzaˈhav/), il cui ritornello è uno dei più famosi in Israele e nel mondo ("Jerusalem of Gold") e compare, incongruamente, alla fine del film Schindler's List - La lista di Schindler.

### Istruzione
Il sistema di istruzione pubblica è suddiviso fra il settore ebraico e quello arabo. Nel settore ebraico le scuole pubbliche sono affiancate da numerose scuole religiose (che seguono un programma che include anche materie religiose); oltre a queste vi sono poi le scuole ultra-ortodosse, i cui programmi sono in genere incentrati esclusivamente su materie religiose e non consentono quindi di sostenere l'esame di maturità (il Bagrut) né quindi di accedere all'università.
Le scuole del settore arabo, tendenzialmente sotto-finanziato, offrono un'istruzione considerata di qualità inferiore, come sembrerebbero dimostrare gli esiti al Bagrut. Per contrastare il sovraffollamento e l'inefficienza delle scuole arabe, nel 2007 il governo israeliano ha approvato un piano quinquennale per aumentare il numero delle classi.
Nel 2018, dei 286900 studenti gerosolimitani, 110400 erano iscritti a scuole del settore arabo, 110000 a scuole ultra-ortodosse e 66500 a scuole pubbliche israeliane (31700 di questi erano iscritti a scuole pubbliche che seguivano un programma religioso). La popolazione universitaria comprendeva 37000 studenti, 19800 dei quali frequentanti l'Università Ebraica di Gerusalemme.

#### Università
Gerusalemme è sede di varie università, che offrono un'istruzione in ebraico, arabo e inglese:
- l'Università Ebraica di Gerusalemme, fondata nel 1925, rappresenta una delle due istituzioni più prestigiose in Israele. Inclusa nella classifica delle 100 migliori università del mondo,[82] è patria di svariati premi Nobel, tra i quali Avram Hershko, David Gross, e Daniel Kahneman. L'università è sede della Biblioteca Universitaria e Nazionale Ebraica, ricca di oltre cinque milioni di volumi e aperta già nel 1892, situata in tre campus: Monte Scopus (Gerusalemme), Givat Ram e Ein Kerem (Ospedale Hadassah), sede delle facoltà di area medico-sanitaria;
- l'Università Al-Quds, fondata nel 1984 come simbolo arabo-palestinese, in un campus a sud-est della città;
- la Bezalel Academy of Arts and Design, aperta nel 1906 e la Jerusalem Academy of Music and Dance, aperta nel 1958, i cui edifici sono situati nei campus dell'Università Ebraica (a Monte Scopus e a Givat Ram, rispettivamente);
- il Jerusalem College of Technology, fondato nel 1969 e con sede a Givat Mordechai, una di molte istituzioni che combinano studi laici (ingegneria dell'alta tecnologia e gestione aziendale, nel caso del JCT) e studi religiosi (ebraismo);

Altre istituzioni includono lo Studium Biblicum Franciscanum, fondato a Gerusalemme nel 1924, numerose Yeshivot, l'Istituto Polis e l'Accademie di scienze e arti di Israele.

### Biblioteche
A Gerusalemme ha sede la Biblioteca nazionale di Israele.

### Musei
Gerusalemme ospita importanti musei, come il Museo d'Israele, il Museo delle terre bibliche, il museo dell'Istituto del Tempio, L'Istituto del Tempio ed il memoriale di Yad Vashem. Il Bible Lands Museum esplora la cultura dei popoli e delle terre citati nella Bibbia, fra cui gli antichi Egizi, i Cananei, Filistei, Aramei, Ittiti, Elamiti, Fenici e Persiani.

## Economia
Storicamente, l'economia di Gerusalemme, città lontana dai porti e dalle vie commerciali (Giaffa e Gaza), dipendeva dai pellegrini, ossia, come oggi lo si chiama, dal turismo religioso internazionale. Il turismo culturale e religioso, oltre alla consistente presenza di studenti stranieri presso le università civili e le facoltà ecclesiastiche (Studium Biblicum Franciscanum dei Frati Minori, Ecole Biblique et Archeologique Francais dei Domenicani, S. Paul Theological Institute dei Salesiani ed altri centri ecumenici e riformati), è ancor oggi il volano principale (6,1% degli addetti solo in alberghi e ristoranti), ma da 40 anni è sempre più chiaro che il benessere della città non può affidarsi solo ad esso.
L'urbanistica favorisce il turismo ma scoraggia lo sviluppo economico: una legge approvata durante il Mandato britannico per conservare l'estetica della città impone che ogni edificio sia costruito in pietra di Gerusalemme; inoltre, solo il 2,2% della superficie della città è destinabile a industria e infrastrutture (la metà di Tel Aviv, un settimo di Haifa), in gran parte ad Atarot.
Di conseguenza, solo l'8,5% della forza lavoro è impiegata nell'industria manifatturiera (in Israele 15,8%), anche se un numero crescente di imprese high-tech internazionali si sta localizzando nel parco industriale di Har Hotzvim, periferia nord della città.
In quanto polo religioso e culturale, ma anche in quanto città afflitta da una non trascurabile povertà (vedi sotto), la quota di addetti nell'istruzione (17,9%), nella sanità (12,6%), nei servizi sociali (6,4%), è ampiamente superiore alla media nazionale.
In quanto capitale dello Stato di Israele, Gerusalemme è sede anche di una quota importante di posti di lavoro pubblici (8,2% del totale, contro una media nazionale del 4,7%), in misura crescente dopo l'unificazione della città sotto controllo israeliano in seguito alla guerra dei sei giorni; inoltre da allora il governo offre sussidi e incentivi alle nuove imprese che si localizzano in città.
Dal 1967 (ma in realtà già dalla divisione del 1948) la parte araba fino al 1967 (Gerusalemme Est) si è sviluppata a ritmi più lenti della parte israeliana dal 1948 (Gerusalemme Ovest). Ciononostante, le famiglie con persone occupate sono il 76% a est e solo il 67% a ovest, a causa del gran numero di ebrei ultra-ortodossi (Haredi) maschi che non entrano nella forza lavoro. Il tasso di disoccupazione (2007) è leggermente migliore a Gerusalemme (8,3%) che nel resto di Israele (9,0%), anche se in gran parte a causa del relativamente basso tasso di attività. Per queste ragioni, oltre che per la seconda intifada, la quota di abitanti sotto la soglia di povertà è cresciuta in entrambe le parti della città fra il 2001 e il 2007 (+40%). Nel 2006, il reddito mensile medio per occupato era a Gerusalemme NIS 5940 (1080 euro), NIS 1350 (245 euro) sotto alla media di Tel Aviv.

## Infrastrutture e trasporti
L'aeroporto di Gerusalemme (IATA: JRS, ICAO: LLJR, OJJR) si trova a 12 km a nord dal centro della città, nei territori palestinesi occupati da Israele dal 1967 in seguito alla guerra dei sei giorni. Nel 2001 è stato chiuso ed affidato alle Forze Armate a causa della seconda intifada. L'aeroporto più vicino è l'aeroporto di Tel Aviv-Ben-Gurion a 58 km dalla città.
L'unica linea ferroviaria è la Tel Aviv-Bet Shemesh-Gerusalemme (stazione di Malha), tortuosa e con scarse frequenze, con prezzi e tempi non concorrenziali con i taxi collettivi. È attiva da ottobre 2018 una linea ad alta velocità da Tel Aviv a Gerusalemme, servita dalla stazione di Gerusalemme Yitzhak Navon.
La cooperativa Egged, la seconda più grande società di trasporto pubblico del mondo, gestisce dal 1948 quasi tutto il trasporto pubblico urbano e inter-urbano in Israele, quest'ultimo dalla stazione centrale degli autobus a Rechov Yafo (ingresso ovest alla città, dall'autostrada 1).
Il trasporto pubblico locale offre la scelta di autobus (Egged), o taxi anche collettivi (Sherut). Il sistema ostacola la continuità di spostamento tra la zona araba e quella israeliana. Nell'agosto del 2011 è stata completata l'unica linea della tranvia di Gerusalemme (Jerusalem Light Rail), dotata di 23 fermate ed esteso fino ad alcuni quartieri arabi della cintura metropolitana.

## Amministrazione
La municipalità di Gerusalemme fu istituita sotto l'Impero ottomano nel 1863.
Dal 1948 al 1967 sono esistite due diverse amministrazioni per la città, una israeliana e una giordana (Amanat al-Quds o Gerusalemme Est).
La città, divisa in seguito alla guerra arabo-israeliana del 1948, è stata riunificata nel 1967, dopo la guerra dei sei giorni e l'azione dei paracadutisti israeliani in Città Vecchia. Il camminamento delle mura conserva alcune indicazioni delle postazioni giordane durante il conflitto.
Il consiglio cittadino conta 31 consiglieri eletti, uno dei quali è il sindaco, che ha un mandato quinquennale e può nominare sei vicesindaci. Solo il sindaco e i vicesindaci sono remunerati. Le riunioni del consiglio avvengono solitamente a porte chiuse, ma almeno una volta al mese si tiene una seduta pubblica. L'amministrazione municipale ha sede a piazza Safra (Kikar Safra) che si affaccia sulla parte di Jaffa Road vicina alla Città Vecchia e nelle vicinanze del palazzo della Posta Centrale e della Banca Nazionale (Bank Leumì).
La città è anche la capitale dell'omonimo distretto israeliano (prefisso telefonico distrettuale 02).

### Sindaci
- Teddy Kollek (1965-1993) Laburisti
- Ehud Olmert (1993-2003) Likud
- Uri Lupolianski (2003-2008) Giudaismo Unito della Torah
- Nir Barkat (2008-2018) Indipendente (ex Kadima)
- Moshe Lion (2018-) Likud

### Gemellaggi
- Cracovia, Polonia
- New York, USA
- Buenos Aires, Argentina
- Fès, Marocco

## Sport
Come nel resto d'Israele, lo sport più popolare è il calcio, seguito dalla pallacanestro.
A Gerusalemme è attiva una polisportiva, l'Hapoel Gerusalemme, attiva nel calcio, nella pallacanestro, nel nuoto e nel calcio a 5.

### Calcio
Le squadre principali della città sono:
- Il Moadon Kaduregel Beitar Yerushalayim, fondato nel 1936 e militante nella massima serie israeliana, che ha nel suo palmarès ben 6 campionati israeliani, 7 Coppe d'Israele e 2 Coppe Toto.
- Il Moadon Kaduregel Hapoel Yerushalayim, sezione calcistica dell'omonima polisportiva, fondata nel 1926 e militante nella seconda serie israeliana, che ha nel suo palmarès 1 Coppa d'Israele.

### Pallacanestro
Nel settore maschile la squadra principale è l'Hapoel, fondata nel 1943, che nel corso della sua storia ha conquistato sei coppe nazionali (quattro Coppe d'Israele e due Coppe di Lega) e a livello europeo la ULEB Cup nella stagione 2003-2004.
Nel settore femminile la squadra principale è l'ASA Gerusalemme, che milita nella massima serie nazionale.

### Ciclismo
L'edizione 2018 del Giro d'Italia ha avuto come partenza la città di Gerusalemme.

## Galleria d'immagini

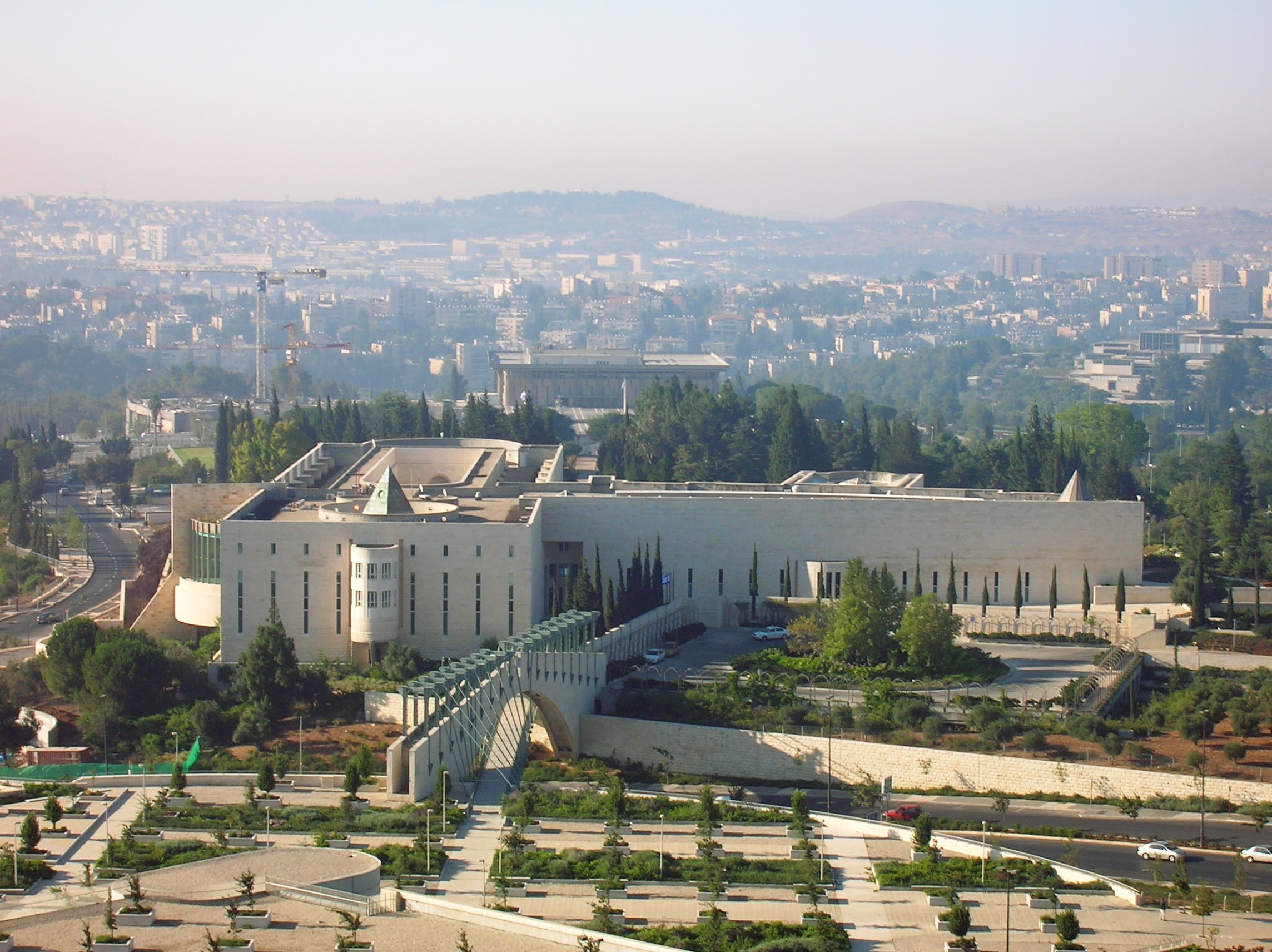
Corte suprema d'Israele
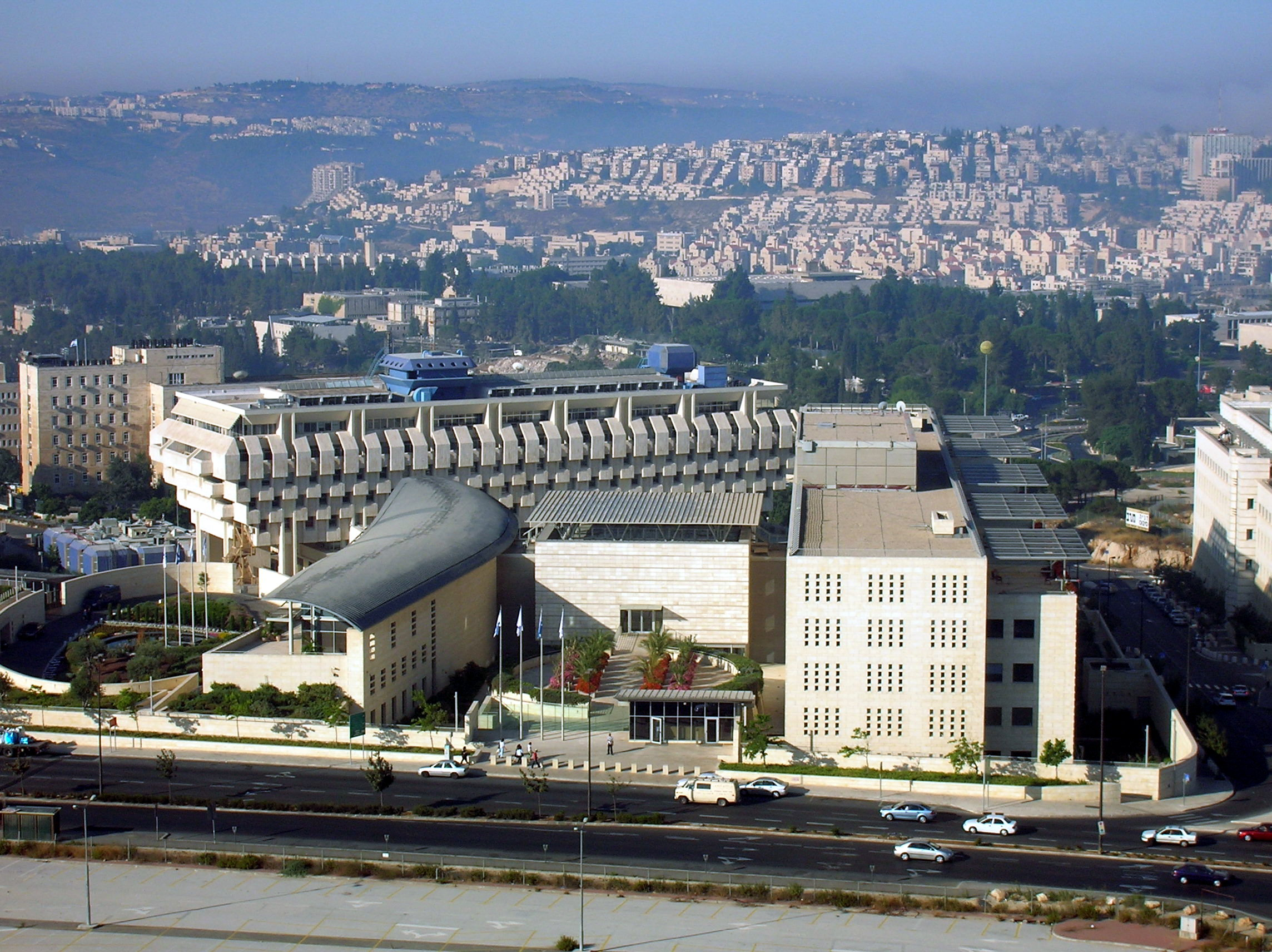
Ministero degli affari esteri
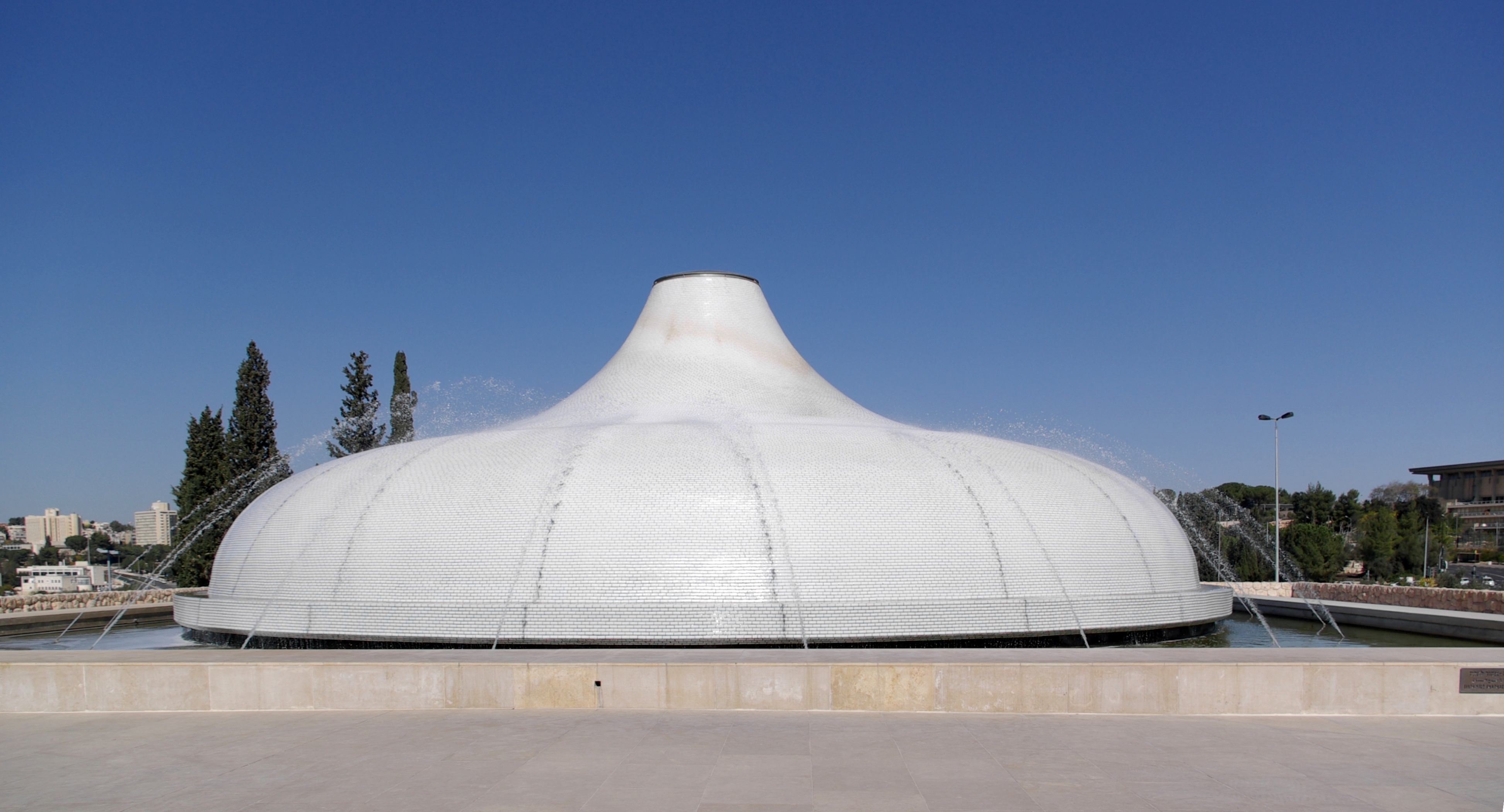
Israel Museum
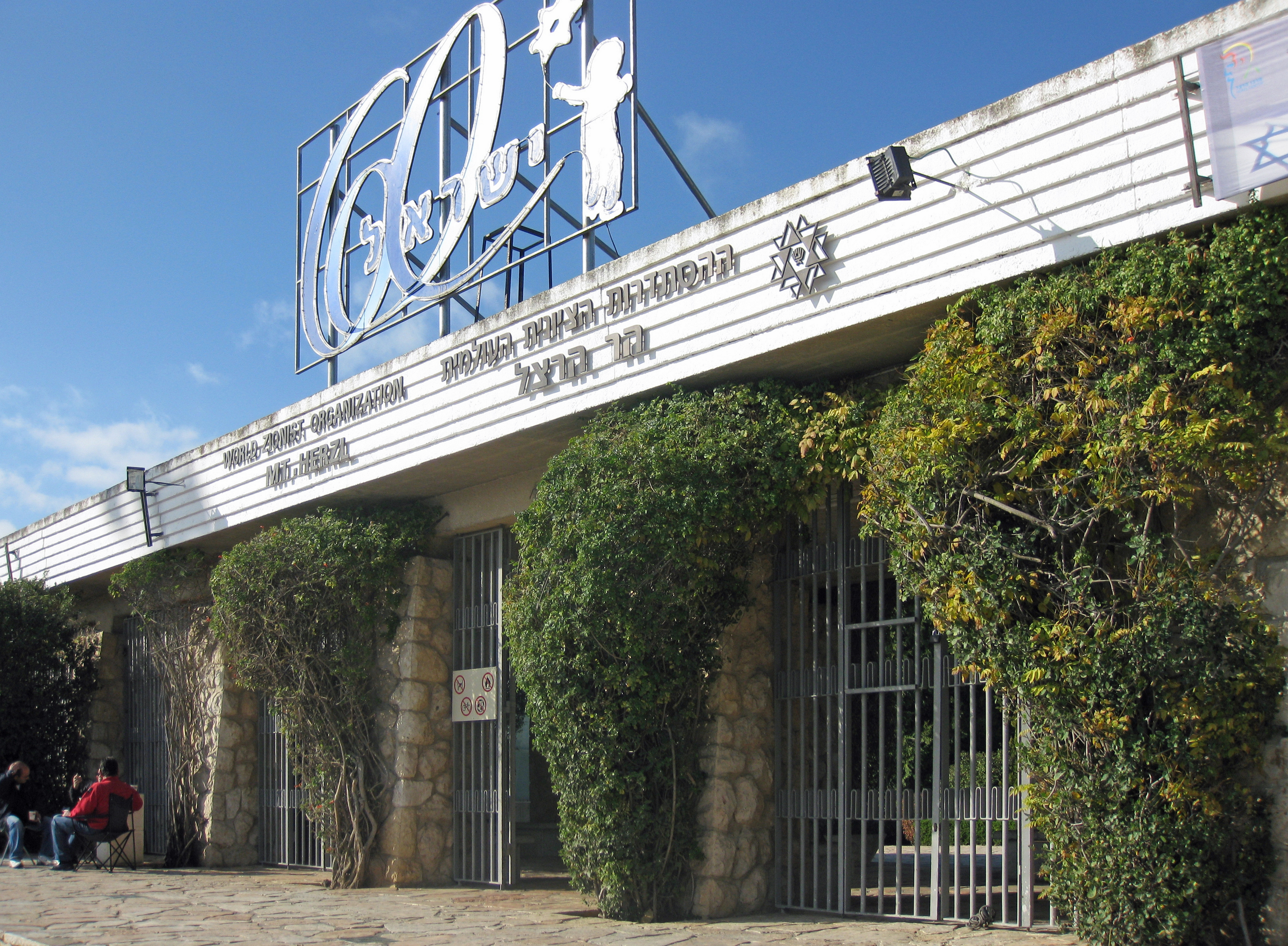
Monte Herzl
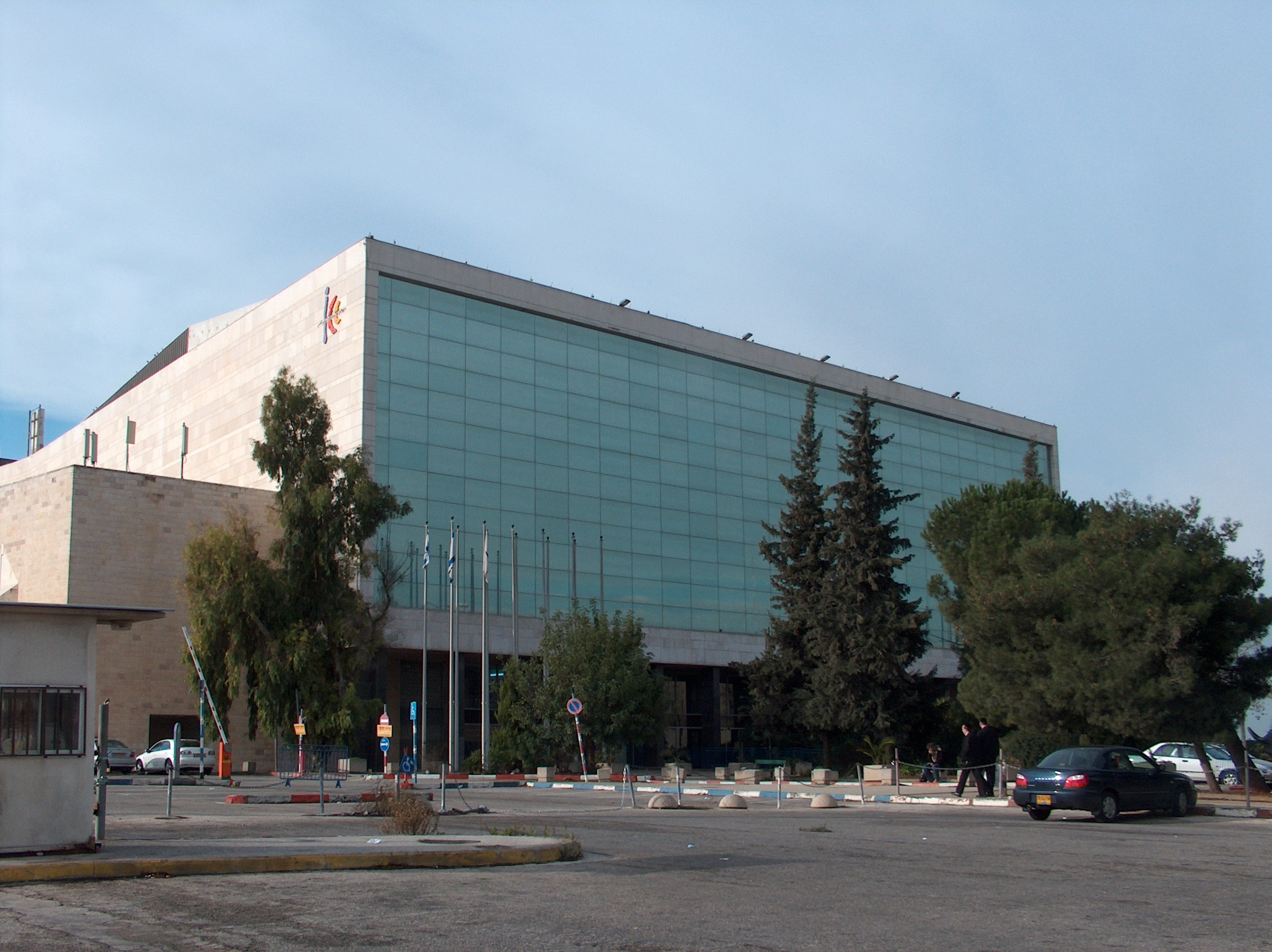
International Convention Center
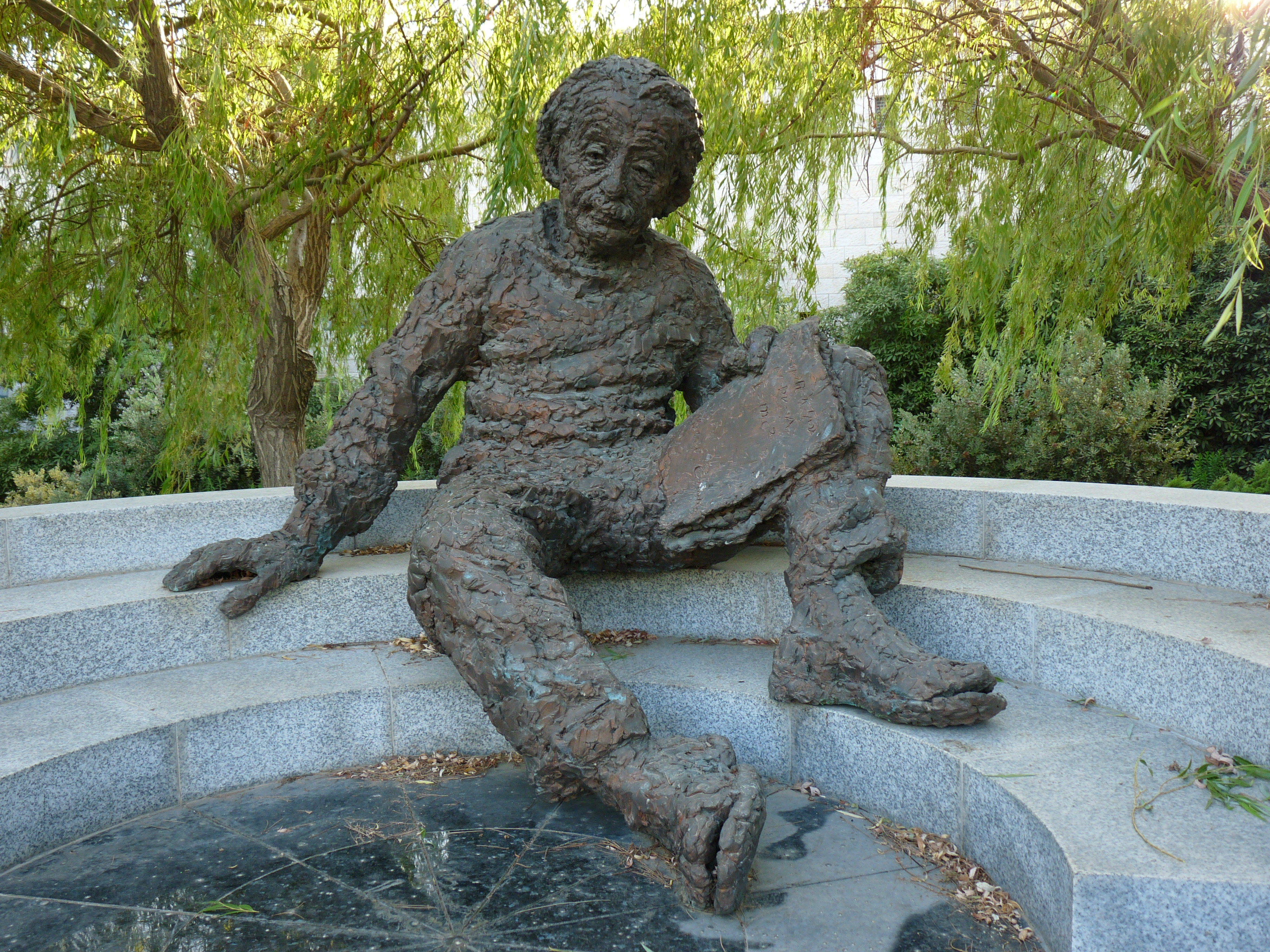
Accademia israeliana delle scienze e delle lettere
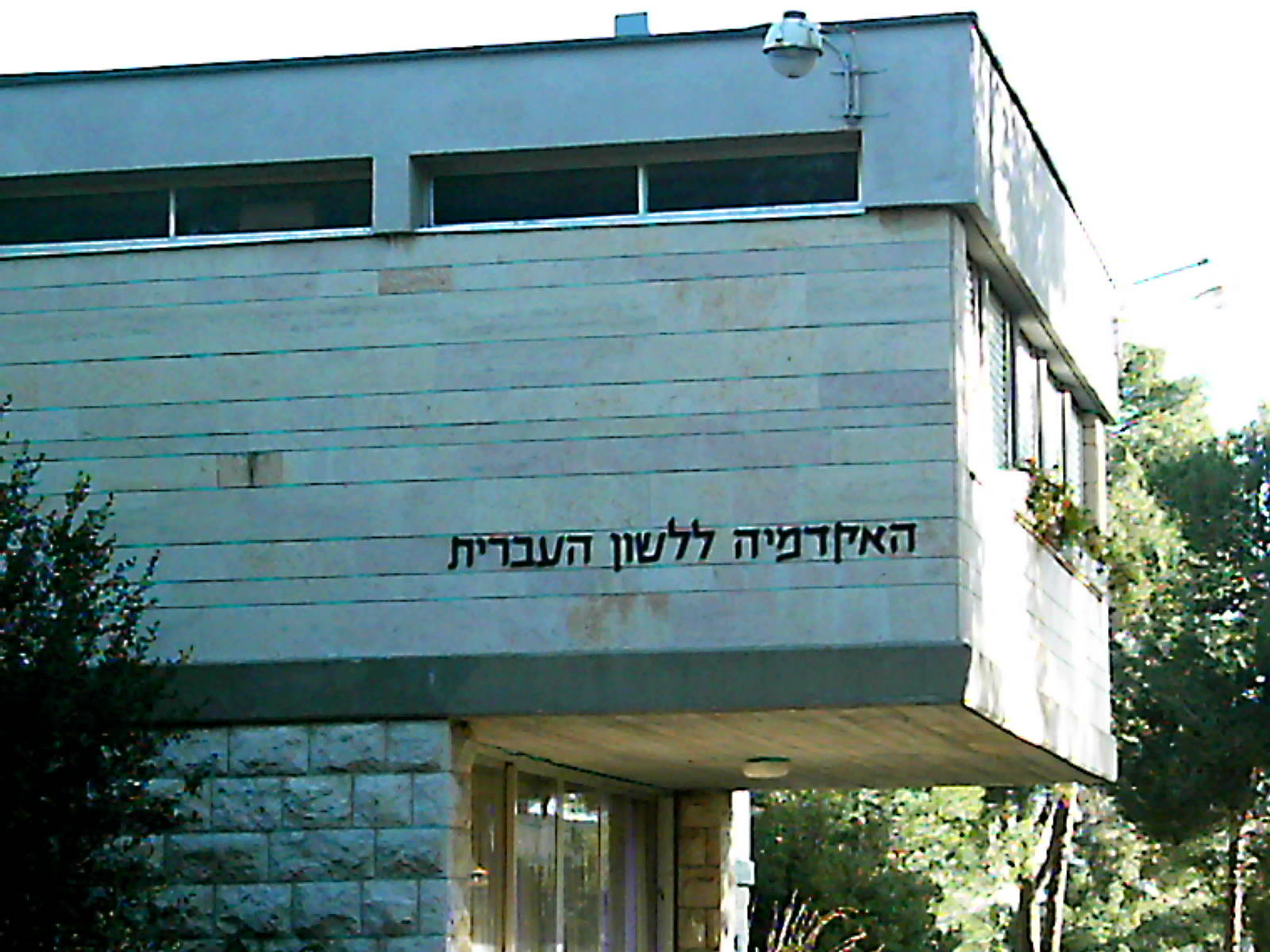
Accademia della lingua ebraica
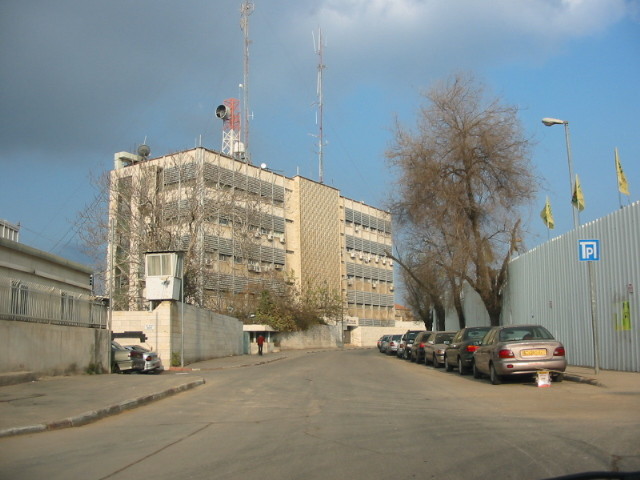
Sede della IBA
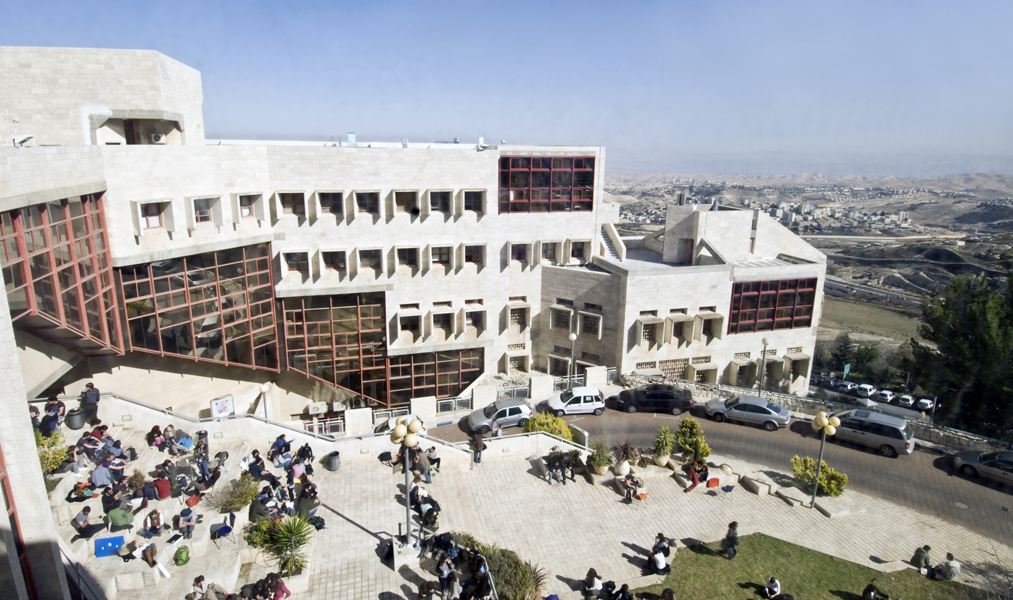
Accademia delle Belle Arti e Design "Bezalel"
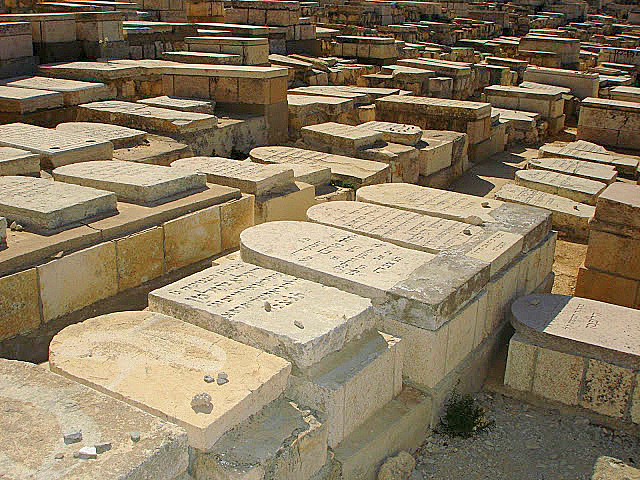
Cimitero ebraico